# CPI da COVID-19
A CPI da COVID-19 foi uma comissão parlamentar de inquérito no Brasil, que investigou supostas omissões e irregularidades nas ações do governo do presidente Jair Bolsonaro durante a pandemia de COVID-19. Foi criada em 13 de abril de 2021, oficialmente instalada no Senado Federal em 27 de abril de 2021 e prorrogada por mais três meses em 14 de julho de 2021, sendo concluída com a apresentação e votação do relatório final no dia 26 de outubro de 2021.

## Instauração
O senador Randolfe Rodrigues (REDE-AP) protocolou, em 4 de fevereiro de 2021, o pedido de criação da CPI. Os principais objetivos elencados inicialmente eram investigar as alegações de que o governo federal teria sido contrário a medidas sanitárias como o distanciamento social e utilização obrigatória de máscara facial, as acusações de atraso na compra de vacinas e desacreditando da mesma, além da divulgação e investimento de dinheiro público em tratamentos ineficazes, como realizar a compra e defender o uso de medicamentos como hidroxicloroquina e ivermectina para o tratamento da COVID-19, embora não existam evidências científicas quanto à sua eficácia no combate da doença ou na melhoria nos pacientes, as demissões dos ministros da Saúde Luiz Henrique Mandetta e Nelson Teich por não concordarem com as políticas de saúde do governo e a gravíssima crise sanitária no estado do Amazonas com a falta de oxigênio em hospitais de Manaus (AM). Com o andar das investigações, surgiram outros itens, como a negligência do governo ao não responder 81 e-mails enviados por parte da farmacêutica Pfizer para tratar sobre a venda de vacinas contra a COVID-19, as irregularidades na compra e importação da vacina indiana Covaxin, produzida pela Bharat Biotech e a omissão do governo e do presidente da república ao saber dessas irregularidades e o caso do convênio de saúde Prevent Senior acusada de alterar prontuário de pacientes para omitir mortes por COVID e realizar pesquisas sem o consentimento dos pacientes e com o aval do governo

### Mandado de segurança
Os senadores Jorge Kajuru (PODEMOS-GO) e Alessandro Vieira (Cidadania-SE), produziram um mandado de segurança alegando uma suposta omissão da Casa para a instalação da comissão. O ministro Luís Roberto Barroso, do Supremo Tribunal Federal (STF), determinou que o presidente do Senado, Rodrigo Pacheco (DEM-MG), criasse a comissão em função de o número de assinaturas ser "mais do que o necessário". Na decisão, o ministro fomentou a tese, argumentando que seria de responsabilidade do presidente da Mesa Diretora da Casa Legislativa a definição da agenda e das prioridades, mas que tal prerrogativa não poderia ferir o direito constitucional do terço dos parlamentares favoráveis à criação da CPI.
O presidente do Senado acabou acatando o pedido, mas criticou o que chamou de "palanque político para 2022" por parte de Barroso, declarando que a CPI poderia ter um papel de antecipação de discussão político-eleitoral a pouco mais de um ano das eleições de 2022, o que não seria apropriado para o momento em que vive a nação. No dia seguinte, por 10 votos a 1, o STF considerou que a CPI da COVID-19 era constitucional.
Um dia depois da decisão de Barroso, o presidente Jair Bolsonaro, em conversa com apoiadores e numa postagem no Twitter, criticou a decisão monocrática do ministro. Ele escreveu que "Barroso se omite ao não determinar ao Senado a instalação de processos de impeachment contra ministros do Supremo, mesmo a pedido de mais de 3 milhões de brasileiros. Falta-lhe coragem moral e sobra-lhe imprópria militância política". Horas depois, o STF lançou uma nota à imprensa sobre o fato, afirmando que "os ministros que compõem a Corte tomam decisões conforme a Constituição e as leis". Diz ainda que, "dentro do estado democrático de direito, questionamentos a elas (decisões) devem ser feitos nas vias recursais próprias, contribuindo para que o espírito republicano prevaleça em nosso país".
O senador Jorge Kajuru divulgou conversas entre ele e o Bolsonaro, gravadas pelo parlamentar, à rádio BandNews FM, entre os dias 11 e 12 de abril. Na gravação, o presidente pedia que Kajuru pressionasse para que a CPI incluísse também investigação contra prefeitos e governadores. Bolsonaro também faz ameaças, ataques e ofensas contra o senador Randolfe Rodrigues (REDE-AP) durante a chamada telefônica.

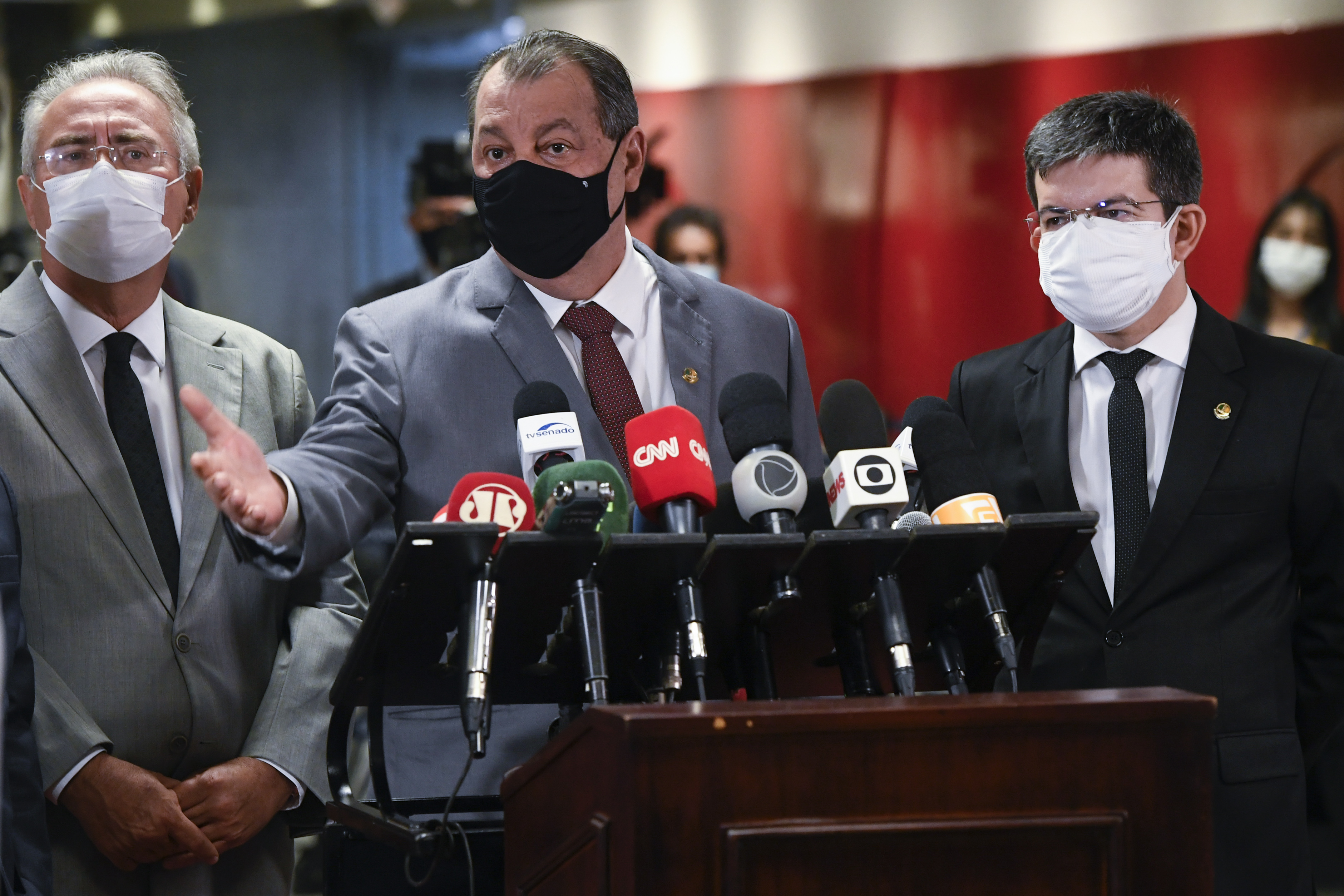
esquerda para direita: relator da comissão Renan Calheiros, presidente Omar Aziz e vice-presidente e autor do requerimento de abertura da CPI Randolfe Rodrigues.

### Relatório do Tribunal de Contas da União (TCU)
Segundo relatório do TCU, o governo Bolsonaro não reservou recursos em 2021 para o Ministério da Saúde e, até março de 2021, não tinha repassado dinheiro a estados e municípios para que pudessem lidar da melhor forma com a pandemia do coronavírus. De acordo com fiscais do TCU, não constaram dotações para as despesas no combate à pandemia na Lei Orçamentária de 2021 preparada pelo governo. Em resposta, o Ministério da Economia afirmou em nota que "esse relatório não foi ainda apreciado pelo Plenário do Tribunal e não resultou em Acórdão, pois houve pedido de vistas por outros ministros". O Ministério da Saúde não quis se manifestar a respeito.
Em outro relatório TCU acusou o governo Bolsonaro de alterar documentos para se eximir da responsabilidade de liderar as ações de combate e de enfrentamento à pandemia, além de não monitorar o fornecimento de remédios e de kits para intubação em hospitais.

## Linhas de investigação

### Imunidade de rebanho por infecção
A imunidade de rebanho por infecção, também chamada na CPI de imunidade de rebanho sem vacinas, é uma tese arbitrária e contrária ao consenso da comunidade científica mundial, baseada no pensamento de que os anticorpos possam ser adquiridos pela infecção natural e a imunidade coletiva, atingida sem a necessidade de uso de vacinas. Sabe-se que a imunidade de rebanho por infecção adquirida naturalmente chegou a ser cogitada por autoridades do Brasil, do Reino Unido e dos Estados Unidos como estratégia para controlar a pandemia de coronavírus, mas os infectologistas deixaram claro que esta não é sequer uma hipótese que possa ser considerada e que a vacinação é o único caminho aceitável para uma possível imunidade de rebanho.
Uma das linhas de investigação da CPI busca entender se o governo federal, por meio de um suposto "ministério paralelo", adotou a imunidade de rebanho por infecção como estratégia no combate à COVID-19, em virtude das reiteradas vezes em que o presidente Bolsonaro (sem partido) e o deputado federal Osmar Terra (MDB-RS) emitiram declarações a respeito, defendendo que o vírus, já em curso, não seria barrado por medidas como o isolamento social, e que a epidemia só terminaria depois que 70% da população estivesse infectada. Em declarações à CPI, o ex-ministro da Saúde, general Eduardo Pazuello, que ficou mais tempo no cargo durante a pandemia, confirmou ter sido contatado superficialmente por Osmar Terra sobre a tese de que a crise sanitária cessaria naturalmente após essa porcentagem de pessoas serem infectadas.

### Suspeitas de corrupção
Em sua terceira fase, a CPI tem como foco suspeitas de corrupção que envolvem o governo federal e empresas privadas no combate à pandemia de coronavírus. Nessa linha, as investigações sobre a compra da vacina indiana Covaxin são consideradas como as que têm trazido as mais relevantes entre as revelações feitas pela comissão de inquérito. Um dos motivos é que o episódio envolve diretamente o presidente Jair Bolsonaro a um possível crime de prevaricação, uma infração prevista no artigo 319 do Código Penal brasileiro. Nesta fase, a base de apoio a Bolsonaro tem reivindicado que a CPI se estenda a investigar também possíveis casos de corrupção no Consórcio Nordeste.

## Decisões do Supremo Tribunal Federal (STF)

### Habeas corpus
O STF foi instado a se manifestar sobre um pedido da Advocacia-Geral da União (AGU) para que o ex-ministro Eduardo Pazuello pudesse permanecer em silêncio durante seu depoimento à CPI e para também garantir que ficasse imune a algumas medidas, como a prisão em caso de descumprimento. O relator do caso, ministro Ricardo Lewandowski, concedeu o habeas corpus a Pazuello.
O ministro negou um outro pedido de habeas corpus, impetrado pela defesa de Mayra Pinheiro, solicitando a possibilidade de ficar em silêncio e salvo conduto a uma eventual prisão. Mayra Pinheiro é secretária de Gestão do Trabalho e Educação em Saúde do Ministério da Saúde a acabou sendo mais tarde incluída como investigada pela CPI. Entretanto, após um pedido de reconsideração, Lewandowski autorizou que ela ficasse em silêncio quanto aos fatos ocorridos entre dezembro de 2020 e janeiro de 2021.
Foi concedido ao empresário e conselheiro do governo Bolsonaro Carlos Wizard um habeas corpus que permitia a ele permanecer em silêncio durante sua oitiva à comissão. O empresário utilizou-se desse direito, ficando em silêncio em resposta a absolutamente todas as perguntas que lhe foram feitas, apenas dando uma declaração inicial, introdutória, e respondendo, a cada pergunta, "Reservo-se o direito de permanecer em silêncio".

### Arguição de descumprimento de preceito fundamental
Governadores de 17 estados e do Distrito Federal ajuizaram, no STF, uma Arguição de descumprimento de preceito fundamental (ADPF) com pedido de liminar para suspender convocação de governadores para depoimento à CPI da Covid.
A relatora da ação, ministra Rosa Weber, determinou que o presidente da CPI da Covid, senador Omar Aziz (PSD-AM) apresentasse, em cinco dias, informações, bem como que a AGU e a Procuradoria-Geral da República (PGR) também se manifestassem no prazo de até cinco dias.
O Plenário do STF referendou, por unanimidade, em sessão virtual, uma liminar da ministra Rosa Weber para suspender as convocações dos governadores de Estados e do DF pela CPI.
Em 19 de abril de 2021, a deputada federal Carla Zambelli acionou o Supremo Tribunal Federal para impedir que casos de políticos com provas de suspeição ou impedimento sejam integrantes da CPI.

## Integrantes

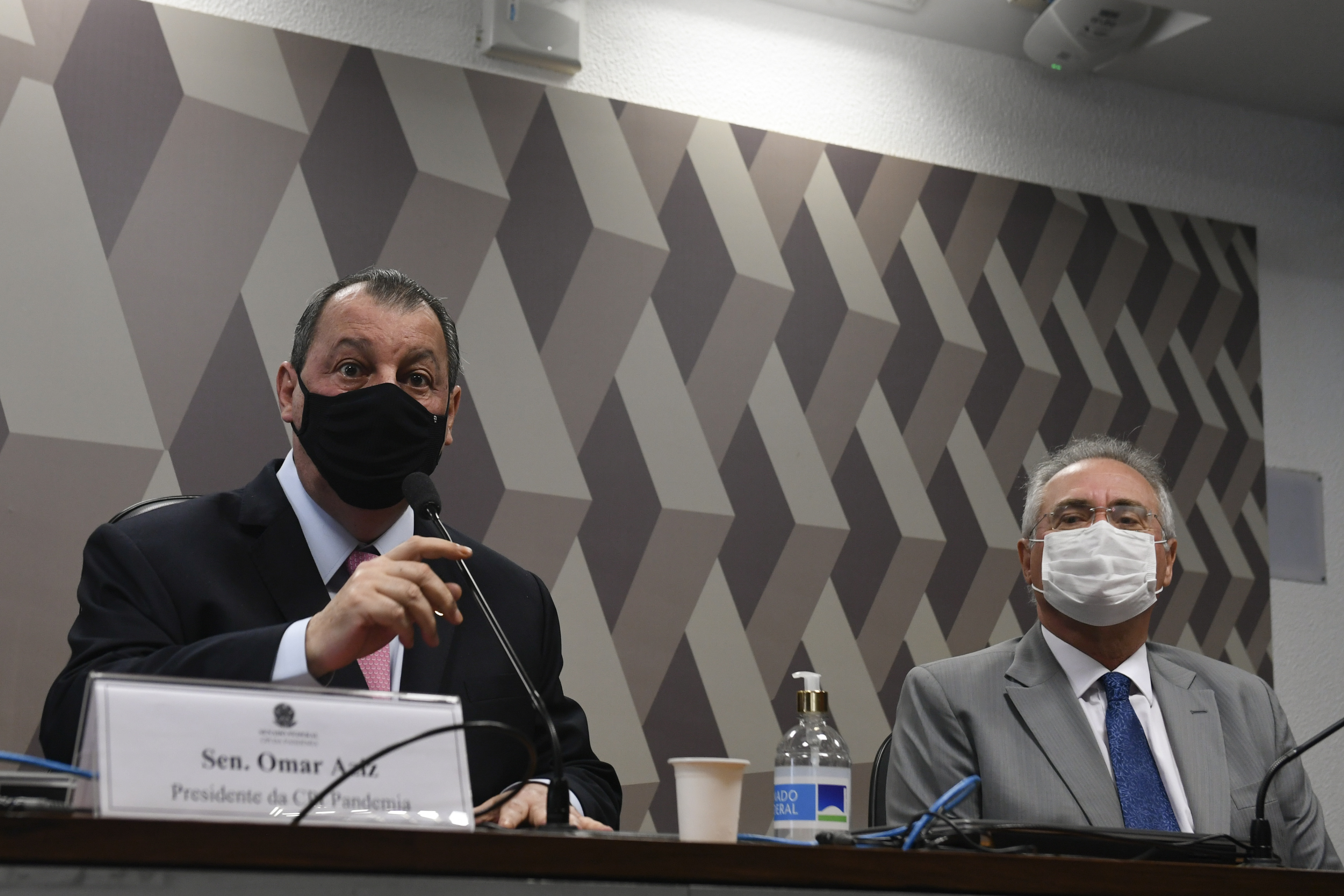
Omar Aziz, ex-governador do Amazonas, foi eleito presidente da comissão. Renan Calheiros, foi escolhido para a relatoria.

Os integrantes da CPI da COVID incluem os seguintes:
Presidente
- Omar Aziz (PSD-AM)

Vice-presidente
- Randolfe Rodrigues (REDE-AP)

Relator
- Renan Calheiros (MDB-AL)

Titulares
- Eduardo Braga (MDB-AM)
- Eduardo Girão (PODE-CE)
- Humberto Costa (PT-PE)
- Jorginho Mello (PL-SC)

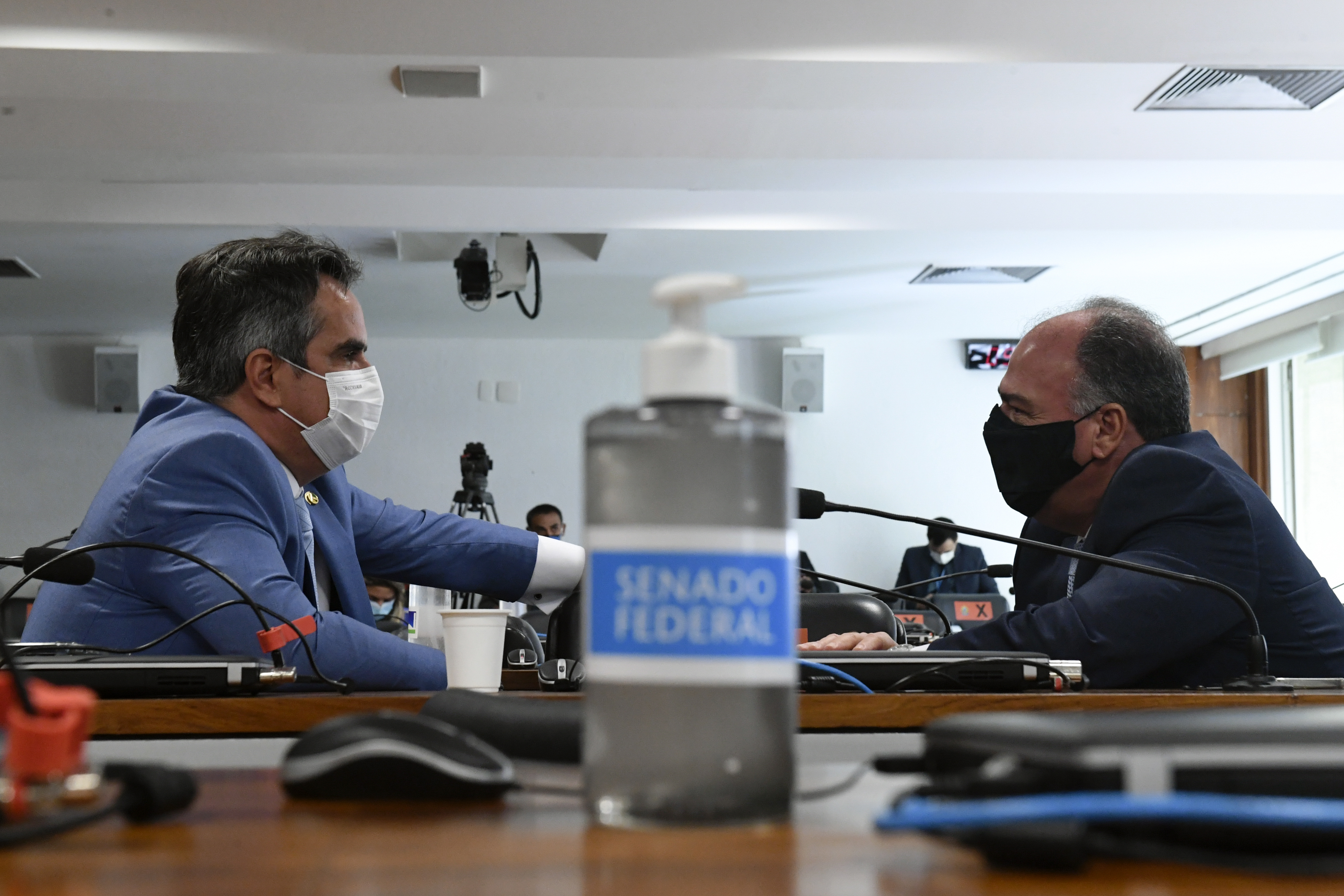
Ex-titular na CPI Senador Ciro Nogueira (PP-PI) conversa com o senador Fernando Bezerra Coelho (MDB-PE), na oitiva do ex-ministro Mandetta

- Luis Carlos Heinze (PP-RS)[nota 2]
- Marcos Rogério (DEM-RO)
- Otto Alencar (PSD-BA)
- Tasso Jereissati (PSDB-CE)

Suplentes
- Alessandro Vieira (Cidadania-SE)
- Angelo Coronel (PSD-BA)
- Fernando Bezerra Coelho (MDB-PE)[nota 3][55]
- Flávio Bolsonaro (Patriota-RJ)[nota 4][56]
- Jader Barbalho (MDB-PA)
- Marcos do Val (PODE-ES)
- Rogério Carvalho (PT-SE)

### Bancada feminina

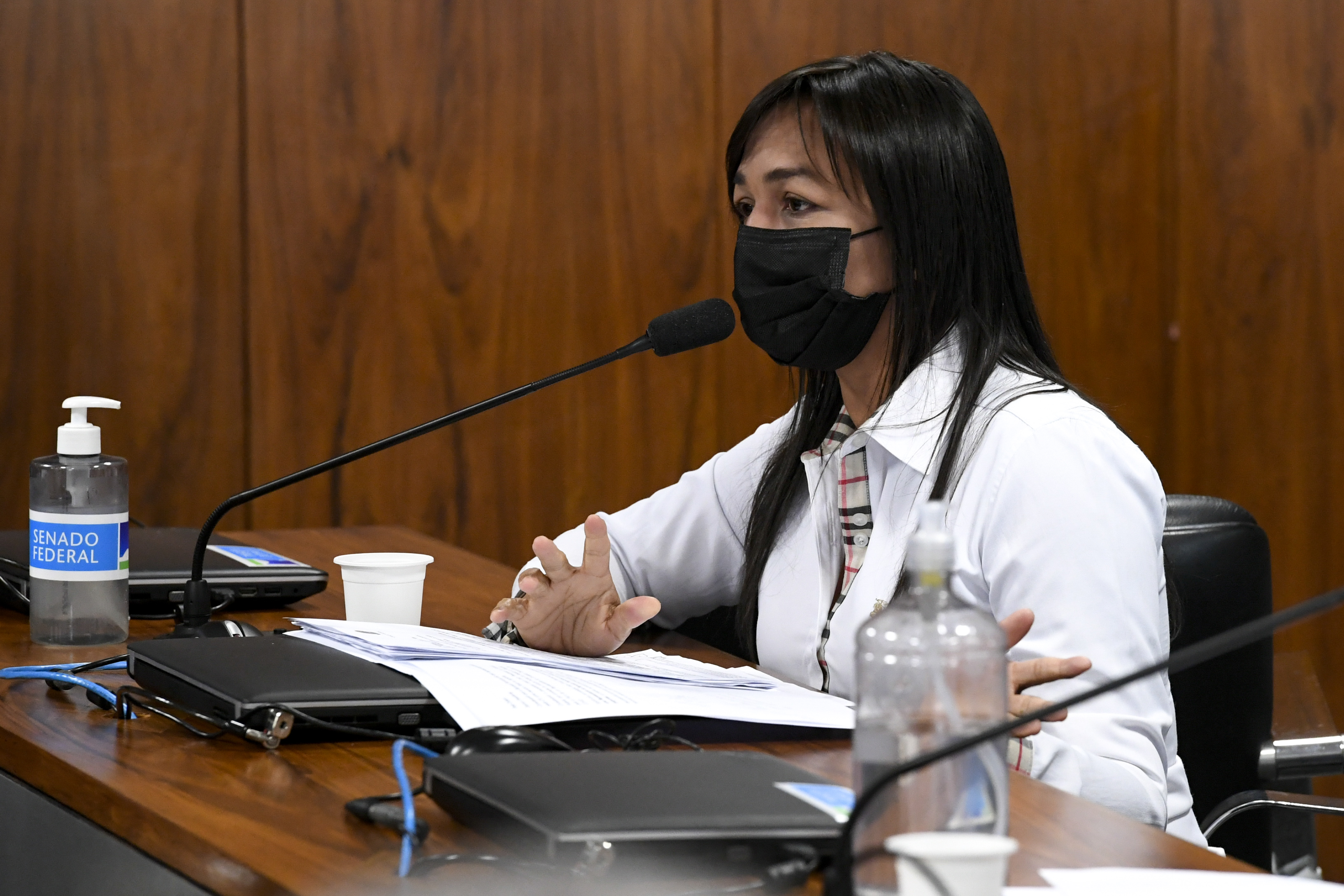
Senadora Eliziane Gama (Cidadania-MA) em pronunciamento no dia 4 de maio

Em razão de nenhuma senadora ter sido escolhida para a composição da CPI, nem como titulares ou como suplentes, a bancada feminina do senado fez um acordo dentro da comissão para que uma delas possa fazer perguntas às testemunhas da CPI. No entanto, elas não podem apresentar requerimentos nem votar, possibilidade restrita a integrantes da CPI. Optou-se por um formato de rodízio, de maneira que haja alternância entre as senadoras. As cinco senadoras que compõem o rodízio são:
- Eliziane Gama (Cidadania-MA)
- Leila Barros (Cidadania-DF)
- Simone Tebet (MDB-MS/líder)
- Soraya Thronicke (PSL-MS)
- Zenaide Maia (PROS-RN)

Além delas, as senadoras Mara Gabrilli (PSDB-SP) e Kátia Abreu (PP-TO), participaram de algumas sessões da comissão.

## Atos de investigação

### Depoimentos
Durante o decorrer dos trabalhos, foram convidados ou convocados, para serem inquiridos, como testemunhas ou investigados: 
| Nome                                  | Data(s)                 | Cargo ocupado                                                                                           | Ouvido(a) como |
| ------------------------------------- | ----------------------- | --- | -------------- |
| Luiz Henrique Mandetta (DEM-MS)       | 4 de maio de 2021       | Ex-ministro da Saúde                                                                                    | Testemunha     |
| Nelson Teich                          | 5 de maio de 2021       | Ex-ministro da Saúde                                                                                    | Testemunha     |
| Marcelo Queiroga                      | 6 de maio de 2021       | Ministro da Saúde                                                                                       | Testemunha     |
| Antonio Barra Torres                  | 11 de maio de 2021      | Diretor-presidente da Agência Nacional de Vigilância Sanitária (Anvisa)                                 | Testemunha     |
| Fábio Wajngarten                      | 12 de maio de 2021      | Ex-secretário de Comunicação Social (SECOM) do Ministério das Comunicações                              | Testemunha     |
| Carlos Murillo                        | 13 de maio de 2021      | Presidente regional da Pfizer na América Latina e ex-gerente-geral e representante da empresa no Brasil | Testemunha     |
| Ernesto Araújo                        | 18 de maio de 2021      | Ex-ministro das Relações Exteriores                                                                     | Testemunha     |
| Eduardo Pazuello                      | 19 e 20 de maio de 2021 | Ex-ministro da Saúde                                                                                    | Testemunha     |
| Mayra Pinheiro                        | 25 de maio de 2021      | Secretária de Gestão do Trabalho e Educação do Ministério da Saúde                                      | Testemunha     |
| Dimas Covas                           | 27 de maio de 2021      | Diretor do Instituto Butantan                                                                           | Testemunha     |
| Nise Yamaguchi                        | 1 de junho de 2021      | Médica oncologista e imunologista                                                                       | Convidada      |
| Luana Araújo                          | 2 de junho de 2021      | Ex-secretária extraordinária de enfrentamento à covid-19 do Ministério da Saúde                         | Testemunha     |
| Marcelo Queiroga                      | 8 de junho de 2021      | Ministro da Saúde                                                                                       | Testemunha     |
| Élcio Franco                          | 9 de junho de 2021      | Ex-secretário executivo do Ministério da Saúde                                                          | Testemunha     |
| Wilson Lima (PSC-AM)                  | 10 de junho de 2021     | Governador do Estado do Amazonas                                                                        | Testemunha     |
| Cláudio Maierovich                    | 11 de junho de 2021     | Médico sanitarista e ex-presidente da Anvisa e da Fiocruz                                               | Convidado      |
| Natalia Pasternak                     | 11 de junho de 2021     | Microbiologista e pesquisadora da Universidade de São Paulo (USP)                                       | Convidada      |
| Marcellus Campêlo                     | 15 de junho de 2021     | Secretário de Saúde do Estado do Amazonas                                                               | Testemunha     |
| Wilson Witzel (PSC-RJ)                | 16 de junho de 2021     | Ex-governador do Estado do Rio de Janeiro                                                               | Convidado      |
| Carlos Wizard                         | 17 de junho de 2021     | Empresário                                                                                              | Testemunha     |
| Alexandre Marques                     | 17 de junho de 2021     | Ex-auditor do TCU                                                                                       | Testemunha     |
| Ricardo Ariel Zimerman                | 18 de junho de 2021     | médico                                                                                                  | Convidado      |
| Francisco Eduardo Cardoso Alves       | 18 de junho de 2021     | médico                                                                                                  | Convidado      |
| Osmar Terra (MDB-RS)                  | 22 de junho de 2021     | Deputado federal pelo Rio Grande do Sul                                                                 | Convidado      |
| Francisco Emerson Maximiano           | 23 de junho de 2021     | Sócio da Precisa Medicamentos                                                                           | Testemunha     |
| Jurema Werneck                        | 24 de junho de 2021     | Representante do Movimento Alerta e diretora-executiva da Anistia Internacional no Brasil               | Testemunha     |
| Pedro Hallal                          | 24 de junho de 2021     | Epidemiologista, pesquisador e professor da Universidade Federal de Pelotas (UFPel)                     | Convidado      |
| Luis Miranda (DEM-DF)                 | 25 de junho de 2021     | Deputado federal pelo Distrito Federal                                                                  | Convidado      |
| Luís Ricardo Fernandes Miranda        | 25 de junho de 2021     | Chefe de Importação do Departamento de Logística em Saúde do Ministério da Saúde                        | Convidado      |
| Fausto Junior (PRTB-AM)               | 29 de junho de 2021     | Deputado estadual do Amazonas                                                                           | Testemunha     |
| Carlos Wizard                         | 30 de junho de 2021     | Empresário                                                                                              | Investigado    |
| Luiz Paulo Dominghetti                | 1 de julho de 2021      | Representante da Davati Medical Supply                                                                  | Testemunha     |
| Regina Célia Oliveira                 | 6 de julho de 2021      | Fiscal do contrato com a Precisa/Bharat Biotech                                                         | Testemunha     |
| Roberto Dias                          | 7 de julho de 2021      | Ex-diretor de Logística do Ministério da Saúde                                                          | Testemunha     |
| Francieli Fantinato                   | 8 de julho de 2021      | Ex-coordenadora do Plano Nacional de Imunização (PNI)                                                   | Testemunha     |
| William Amorim Santana                | 9 de julho de 2021      | Servidor do Ministério da Saúde                                                                         | Testemunha     |
| Emanuela Medrades                     | 13 de julho de 2021     | Diretora técnica da Precisa Medicamentos                                                                | Testemunha     |
| Cristiano Alberto Carvalho            | 15 de julho de 2021     | Procurador da empresa Davati Medical Supply                                                             | Testemunha     |
| Amilton Gomes de Paula                | 3 de agosto de 2021     | Presidente da Secretaria Nacional de Assuntos Humanitários (SENAH)                                      | Testemunha     |
| Marcelo Blanco                        | 4 de agosto de 2021     | Assessor do Departamento de Logística do Ministério da Saúde                                            | Testemunha     |
| Airton Antônio Soligo                 | 5 de agosto de 2021     | Secretário de Saúde de Roraima e ex-assessor do ministério da Saúde                                     | Testemunha     |
| Helcio Bruno de Almeida               | 10 de agosto de 2021    | Presidente do instituto Força Brasil e coronel da reserva                                               | Testemunha     |
| Jailton Batista                       | 11 de agosto de 2021    | Presidente da indústria farmacêutica Vitamedic                                                          | Testemunha     |
| Ricardo Barros (PP)                   | 12 de agosto de 2021    | Deputado federal pelo Paraná e líder do governo na Câmara dos Deputados                                 | Convidado      |
| Alexandre Marques                     | 17 de agosto de 2021    | Ex-auditor do Tribunal de Contas da União (TCU)                                                         | Testemunha     |
| Túlio Silveira                        | 18 de agosto de 2021    | Advogado e representante da empresa Precisa Medicamentos                                                | Testemunha     |
| Francisco Maximiano                   | 19 de agosto de 2021    | Presidente da Precisa Medicamentos                                                                      | Testemunha     |
| Emanuel Catori                        | 24 de agosto de 2021    | Sócio da farmacêutica Belcher                                                                           | Testemunha     |
| Roberto Pereira Ramos Jr              | 25 de agosto de 2021    | Presidente do FIB Bank                                                                                  | Testemunha     |
| José Ricardo Santana                  | 26 de agosto de 2021    | Ex-secretário de Medicamentos da Anvisa                                                                 | Testemunha     |
| Ivanildo Gonçalves                    | 1 de setembro de 2021   | Motoboy da VTCLog                                                                                       | Testemunha     |
| Francisco Araújo                      | 2 de setembro de 2021   | Ex-secretário de Saúde do Distrito Federal                                                              | Testemunha     |
| Marcos Tolentino                      | 14 de setembro de 2021  | Advogado e empresário                                                                                   | Testemunha     |
| Marconny Faria                        | 15 de setembro de 2021  | Advogado e suposto lobista da Precisa Medicamentos                                                      | Testemunha     |
| Wagner Rosário                        | 21 de setembro de 2021  | Ministro da Controladoria-Geral da União                                                                | Testemunha     |
| Pedro Benedito Batista Júnior         | 22 de setembro de 2021  | Diretor da Prevent Senior                                                                               | Testemunha     |
| Danilo Trento                         | 23 de setembro de 2021  | Empresário                                                                                              | Testemunha     |
| Bruna Morato                          | 28 de setembro de 2021  | Advogada                                                                                                | Testemunha     |
| Luciano Hang                          | 29 de setembro de 2021  | Empresário                                                                                              | Testemunha     |
| Otávio Fakhoury                       | 30 de setembro de 2021  | Empresário e vice-presidente do Instituto Força-Brasil                                                  | Testemunha     |
| Raimundo Nonato Brasil                | 5 de outubro de 2021    | Sócio da empresa VTCLog                                                                                 | Testemunha     |
| Paulo Roberto Vanderlei Rebello Filho | 6 de outubro de 2021    | Diretor-presidente da Agência Nacional de Saúde Suplementar                                             | Testemunha     |
| Tadeu Frederico de Andrade            | 7 de outubro de 2021    | Beneficiário da Prevent Senior                                                                          | Convidado      |
| Walter Correa de Souza Neto           | 7 de outubro de 2021    | Médico e ex-funcionario da Prevent Senior                                                               | Testemunha     |
| Elton Chaves                          | 19 de outubro de 2021   | Integrante do Conasems                                                                                  | Testemunha     |

### Convocações sem depoimento
As seguintes convocações foram aprovadas mas não foram chamadas para depor.
| Nome                                         | Cargo ocupado | Ouvido(a) como |
| -------------------------------------------- | --- | -------------- |
| Não divulgado                                | Desenvolvedor do aplicativo TrateCOV | Testemunha     |
| Não divulgado                                | Diretor/Presidente da empresa Viação Redentor | Testemunha     |
| Não divulgado                                | Presidente do Instituto Gamaleya | Convidado      |
| Não divulgado                                | Representante do Conselho Nacional de Secretários de Saúde (CONASS)                                                                                              | Convidado      |
| Não divulgado                                | Representante do Facebook | Testemunha     |
| Não divulgado                                | Representante do Google | Testemunha     |
| Não divulgado                                | Representante da Janssen Farmacêutica no Brasil | Testemunha     |
| Não divulgado                                | Representante do Twitter | Testemunha     |
| Adriano Massuda                              | Médico e professor da Fundação Getulio Vargas (FGV) | Testemunha     |
| Alex Lial Marinho                            | Ex-cooordenador-geral de Logística e Insumos Estratégicos do Ministério da Saúde                                                                                 | Testemunha     |
| Andreia Lima                                 | CEO da VTC Operadora Logística | Testemunha     |
| Antonio Jordão de Oliveira Neto              | Oftalmologista | Convidado      |
| Antônio José Barreto de Araújo Júnior        | Ex-secretário-executivo do Ministério da Cidadania | Testemunha     |
| Arthur Weintraub                             | Ex-assessor Especial da Presidência da República | Testemunha     |
| Atila Iamarino                               | Biólogo e pesquisador formado em microbiologia e doutor em virologia                                                                                             | Convidado      |
| Carolina Palhares Lima                       | Diretora da Diretoria de Integridade (DINTEG) do Ministério da Saúde                                                                                             | Testemunha     |
| César Victora                                | Epidemiologista | Convidado      |
| Cristiana Maria Toscano                      | Médica infectologista e representante da Fiocruz no Comitê de Acompanhamento Técnico-Científico das Iniciativas Associadas a Vacinas para a Covid-19             | Convidada      |
| Clóvis Arns da Cunha                         | Professor de Infectologia da Universidade Federal do Paraná (UFPR) e Presidente da Sociedade Brasileira de Infectologia                                          | Convidado      |
| Danilo Berndt Trento                         | Sócio da Primarcial Holding e Participações LTDA | Testemunha     |
| Deisy Ventura                                | Professora de Ética da Faculdade de Saúde Pública na Universidade de São Paulo (USP)                                                                             | Convidada      |
| Delegado Péricles (PSL-AM)                   | Deputado Estadual do Amazonas | Convidado      |
| Drauzio Varella                              | Médico oncologista e escritor | Convidado      |
| Eduardo Pazuello                             | Ex-ministro da Saúde | Testemunha     |
| Felipe Cruz Pedri                            | Secretário de Comunicação Institucional | Testemunha     |
| Fernando de Castro Marques                   | Presidente da União Química | Testemunha     |
| Fernando Pigatto                             | Presidente do Conselho Nacional de Saúde (CNS) | Convidado      |
| Filipe G. Martins                            | Assessor Especial para Assuntos Internacionais da Presidência da República                                                                                       | Testemunha     |
| Flávio Cadegiani                             | Médico | Convidado      |
| Francisco Eduardo Cardoso Alves              | Especialista em infectologia do Instituto de Infectologia Emílio Ribas                                                                                           | Convidado      |
| Franciele Fantinato                          | Ex-coordenadora do Plano Nacional de Imunização (PNI) | Acareação      |
| Luana Araújo                                 | Ex-secretária Extraordinária de Enfrentamento à Covid | Acareação      |
| Gonzalo Vecina Neto                          | Médico sanitarista, professor e fundador da Anvisa | Convidado      |
| Gulnar Azevedo e Silva                       | Professora do Instituto de Medicina Social da Universidade do Estado do Rio de Janeiro (UERJ) e presidente da Associação Brasileira de Saúde Coletiva (Abrasco)  | Convidada      |
| Hélio Angotti Neto                           | Secretário de Ciência, Tecnologia, Inovação e Insumos Estratégicos do Ministério da Saúde                                                                        | Testemunha     |
| João Paulo Marques dos Santos                | Ex-secretário Executivo da Secretaria de Saúde do Amazonas | Testemunha     |
| José Alves Filho                             | Empresário | Testemunha     |
| José Gomes Temporão                          | Médico, professor e pesquisador aposentado da Fiocruz e ex-ministro da Saúde                                                                                     | Convidado      |
| Luis Miranda (DEM)                           | Deputado federal pelo Distrito Federal | Testemunha     |
| Marcelo Bento Pires                          | Ex-assessor do Ministério da Saúde | Testemunha     |
| Marcelo Oliveira de Souza                    | Médico da empresa Viação Redentor | Testemunha     |
| Márcia Castro                                | Demógrafa da Universidade Harvard | Convidada      |
| Marcos Eraldo Aroud Marques (Markinhos Show) | Assessor Especial do Ministério da Saúde | Testemunha     |
| Maria Helena Machado                         | Pesquisadora da Fundação Oswaldo Cruz (Fiocruz) | Convidada      |
| Nísia Trindade Lima                          | Presidente da Fundação Oswaldo Cruz (Fiocruz) | Testemunha     |
| Paulo Baraúna                                | Representante da White Martins | Testemunha     |
| Paulo Porto de Melo                          | Médico neurocirurgião | Convidado      |
| Renato Spalicci                              | Presidente da Aspen Pharmacare | Testemunha     |
| Robson Santos da Silva                       | Secretário Especial de Saúde Indígena do Ministério da Saúde | Testemunha     |
| Rodrigo de Lima                              | Funcionário terceirizado no Ministério da Saúde | Testemunha     |
| Rogério Rosso                                | Diretor de negócios internacionais da farmacêutica União Química                                                                                                 | Testemunha     |
| Silvio Assis                                 | Lobista | Testemunha     |
| Thais Moura                                  | Assessora Especial da Secretaria de Assuntos Parlamentares da Presidência da República                                                                           | Testemunha     |
| Thiago Fernandes da Costa                    | Servidor do Ministério da Saúde | Testemunha     |
| Túlio Silveira                               | Representante da Precisa Medicamentos | Testemunha     |
| Wagner Rosário                               | Ministro da Controladoria-Geral da União (CGU) | Testemunha     |
| Wilson Witzel                                | Ex-governador do Estado do Rio de Janeiro | Convidado      |
| Zeliete Zambom                               | Médica de Família e Comunidade, Professora da Faculdade de Medicina São Leopoldo Mandic e Presidente da Sociedade Brasileira de Medicina de Família e Comunidade | Convidado      |

### Investigados
| Nome                          | Tornou-se investigado em |
| ----------------------------- | ------------------------ |
| Arthur Weintraub              |                          |
| Carlos Wizard                 | 18 de junho de 2021      |
| Eduardo Pazuello              | 18 de junho de 2021      |
| Elcio Franco                  | 18 de junho de 2021      |
| Ernesto Araújo                | 18 de junho de 2021      |
| Fabio Wajngarten              | 18 de junho de 2021      |
| Hélio Angotti Neto            | 18 de junho de 2021      |
| Luciano Dias Azevedo          | 18 de junho de 2021      |
| Marcellus Campêlo             | 18 de junho de 2021      |
| Marcelo Queiroga              | 18 de junho de 2021      |
| Mayra Pinheiro                | 18 de junho de 2021      |
| Nise Yamaguchi                | 18 de junho de 2021      |
| Paulo Zanotto                 | 18 de junho de 2021      |
| Ricardo Barros                | 18 de agosto de 2021     |
| Túlio Silveira                | 18 de agosto de 2021     |
| Roberto Dias                  | 25 de agosto de 2021     |
| Francisco Maximiano           | 25 de agosto de 2021     |
| Emanuel Catori                | 25 de agosto de 2021     |
| Cristiano Carvalho            | 1 de setembro de 2021    |
| Emanuela Medrades             | 1 de setembro de 2021    |
| Helcio Bruno de Almeida       | 1 de setembro de 2021    |
| Luciano Hang                  | 1 de setembro de 2021    |
| Luiz Dominghetti              | 1 de setembro de 2021    |
| Marcelo Bento Pires           | 1 de setembro de 2021    |
| Onyx Lorenzoni                | 1 de setembro de 2021    |
| Osmar Terra                   | 1 de setembro de 2021    |
| Regina Célia                  | 1 de setembro de 2021    |
| Wagner Rosário                | 21 de setembro de 2021   |
| Pedro Benedito Batista Júnior | 22 de setembro de 2021   |
| Allan dos Santos              | 6 de outubro de 2021     |
| Otávio Fakhoury               | 6 de outubro de 2021     |
| Danilo Trento                 | 6 de outubro de 2021     |
| Marcos Tolentino              | 6 de outubro de 2021     |
| Mauro Luiz de Britto          | 6 de outubro de 2021     |

### Quebras e transferência de sigilo
Foram aprovadas pela comissão as seguintes transferências ou quebras de sigilo:
| Tipo de sigilo                            | Nome                               | Cargo ocupado                                                      |
| ----------------------------------------- | ---------------------------------- | ------------------------------------------------------------------ |
| Sigilo telefônico e telemático            | Mayra Pinheiro                     | Secretária do ministério da saúde                                  |
| Sigilo telefônico e telemático            | Filipe Martins                     | Assessor especial da Presidência                                   |
| Sigilo telefônico e telemático            | Ernesto Araújo                     | Ex-ministro                                                        |
| Sigilo telefônico e telemático            | Eduardo Pazuello                   | Ex-ministro da saúde                                               |
| Sigilo telefônico e telemático            | Carlos Wizard                      | Empresário                                                         |
| Sigilo telefônico e telemático            | Zoser Plata Bondin                 | Assessor especial do Ministério da Saúde                           |
| Sigilo telefônico e telemático            | Túlio Silveira                     | Representante da Precisa Medicamentos                              |
| Sigilo telefônico e telemático            | Paolo Zanotto                      | Médico e suposto integrante do “gabinete das sombras”              |
| Sigilo telefônico e telemático            | Marcellus Campelo,                 | Secretário de Saúde do Amazonas                                    |
| Sigilo telefônico e telemático            | Luciano Dias Azevedo               | Tenente da Marinha                                                 |
| Sigilo telefônico e telemático            | Hélio Angotti Neto                 | Médico e secretário de Tecnologia, Inovação e Insumos Estratégicos |
| Sigilo telefônico e telemático            | Francisco Ferreira Filho           | Coordenador do comitê de crise no Amazonas                         |
| Sigilo telefônico e telemático            | Francisco Emerson Maximiano        | Sócio da Global, empresa produtora da Covaxin                      |
| Sigilo telefônico e telemático (revogado) | Francieli Fantinato                | Secretária do Ministério da Saúde                                  |
| Sigilo telefônico e telemático            | Flávio Werneck                     | Assessor de assuntos internacionais do Ministério da Saúde         |
| Sigilo telefônico e telemático            | Élcio Franco                       | Ex-secretário executivo do Ministério da Saúde                     |
| Sigilo telefônico e telemático            | Camile Giaretta Sachetti           | Ex-diretora de Ciência e Tecnologia do Ministério da Saúde         |
| Sigilo telefônico e telemático            | Arnaldo Correira de Medeiros       | Ex-secretário do Ministério da Saúde                               |
| Sigilo telefônico e telemático            | Alexandre Figueiredo Costa e Silva | Auditor do Tribunal de Contas da União                             |
| Sigilo fiscal                             | Frederick Wassef                   | Advogado                                                           |
| Sigilo fiscal                             | Thaís Amaral Moura                 | Servidora da Secretaria de Governo                                 |
| Sigilo fiscal e bancário                  | Ricardo Barros                     | Deputado Federal (PP-PR)                                           |
| Sigilo fiscal e bancário                  | Oswaldo Eustáquio                  | Blogueiro                                                          |
| Sigilo fiscal e bancário                  | Alessandro Lemos Passos Loiola     | Médico                                                             |
| Sigilo fiscal e bancário                  | Allan dos Santos                   | Blogueiro                                                          |
| Sigilo fiscal e bancário                  | Bernardo Küster                    | Influenciador digital                                              |
| Sigilo fiscal e bancário                  | José Pinheiro Tolentino            | Jornalista                                                         |
| Sigilo fiscal e bancário                  | Paulo de Oliveira Eneas            | Influenciador digital                                              |
| Sigilo fiscal e bancário                  | Raul Nascimento dos Santos         | blogueiro                                                          |
| Sigilo fiscal e bancário                  | Tarcísio de Souza Gomes            | Jornalista                                                         |

| Tipo de sigilo                                 | Empresa                                                           |
| ---------------------------------------------- | ----------------------------------------------------------------- |
| Sigilo fiscal e bancário                       | Associação Dignidade Médica de Pernambuco                         |
| Sigilo fiscal, bancário e telefônico           | Empresa Profissionais de Publicidade Reunidos (PPR)               |
| Sigilo fiscal, bancário e telefônico           | Empresa Calya/YE                                                  |
| Quebra de sigilo bancário, fiscal e telefônico | Agência publicitária Artplan                                      |
| Quebras de sigilo fiscal e bancário            | Qualidade de Vida Indústria e Comércio de Produtos Naturais Ltda. |
| Quebra de sigilo bancário e fiscal             | Frequencial Empreendimentos de Comunicação Ltda                   |
| Quebra de sigilo bancário e fiscal             | Associação de Clubes de Vôlei (ACV)                               |
| Quebra de sigilo bancário e fiscal             | Mineralizadora Fonte de Luz Ltda                                  |
| Quebra de sigilo bancário e fiscal             | AKB Magalhães Barros Locações Ltda                                |
| Quebra de sigilo bancário e fiscal             | RC4 Incorporações Ltda                                            |
| Quebra de sigilo bancário e fiscal             | Centro de Educação Profissional Técnico Maringá Ltda              |
| Quebra de sigilo bancário e fiscal             | Correspondente Bancário Mais em Conta S/A                         |
| Quebra de sigilo bancário e fiscal             | Incorporadora e Empreendimentos S.A                               |
| Quebra de sigilo bancário e fiscal             | RC1 Incorporações Ltda                                            |
| Quebra de sigilo bancário e fiscal             | PY 12 Incorporações S.A.                                          |
| Quebra de sigilo bancário e fiscal             | RC3 Incorporações Ltda                                            |
| Quebra de sigilo bancário e fiscal             | Monlevade Incorporações Imobiliárias Ltda                         |
| Quebra de sigilo bancário e fiscal             | IFGVE Instituto de Formação, Gestão e Valor Educacional (PD) Ltda |
| Quebra de sigilo bancário e fiscal             | BHT Consultoria Ltda                                              |
| Quebra de sigilo bancário e fiscal             | R.C.6 Mineração Ltda                                              |
| Quebra de sigilo bancário e fiscal             | Instituto de Florestas do Paraná                                  |
| Quebra de sigilo bancário e fiscal             | Construtora Magalhães Barros Ltda                                 |
| Quebra de sigilo bancário e fiscal             | RJM Loteadora Ltda ME                                             |
| Quebra de sigilo bancário e fiscal             | MBR Locação de Veículos Ltda                                      |
| Quebra de sigilo bancário e fiscal             | BB Corretora Ltda                                                 |

## Reação de envolvidos não convocados

### Presidente Jair Bolsonaro
Citado algumas vezes durante a investigação, o presidente Jair Bolsonaro foi colocado diversas vezes em situações complicadas, como quando foi citado pelos irmãos Miranda (Luis Miranda e Luís Ricardo Miranda) durante a investigação, os mesmos afirmaram que Bolsonaro já estava ciente sobre a corrupção na compra das vacinas da Covaxin. O que gerou uma tensão tendo em vista que justifica uma ação criminal contra o presidente por prevaricação, ao entender que existira corrupção porem nenhuma ação foi tomada.
Após a denuncia dos irmãos Miranda, Bolsonaro não se defendeu sobre as acusações, apenas começou a atacar a CPI tentando descredibiliza-la acusando membros da investigação de corrupção sem provas fiáveis.
Provocado pelo relator da CPI Renan Calheiros, a apresentar alguma resposta sobre as acusações prestadas e forçado por uma carta enviada pelos senadores, Bolsonaro teve uma reação invasiva o mesmo disse o seguinte: "Caguei para a CPI. O que produziu de bem pro Brasil?" após completou "Ignorei vocês, não vai ter resposta". Pela lei, Bolsonaro não é obrigado juridicamente a responder aos senadores.
O presidente pode ser convocado para prestar depoimentos a CPI, porém o processo burocrático para que o mesmo ocorra é extremamente complexo. Após as respostas do presidente, é possível que os senadores convoquem o mesmo a depor. Se convocado, Bolsonaro pode conseguir na justiça o direito de ficar calado, porém deverá ir prestar depoimentos (mesmo que não fale nada) e não poderá mentir diante a investigação.

### Forças Armadas
As Forças Armadas também foram citadas em alguns momentos chave da investigação e com possíveis membros em uma lista de futuros investigados como Eduardo Pazuello que é General do Exército, Élcio Franco que é Coronel da reserva do Exército, Marcelo Blanco que é Coronel da reserva do Exército, Bento Pires que também é Coronel. E principalmente Roberto Dias que é acusado em um esquema de corrupção na venda de vacinas superfaturadas.
Após grande repercussão de militares envolvidos em esquemas de corrupção, as Forças Armadas emitiram uma nota com tom intimidador onde eles prometem uma "resposta mais dura" se a CPI continuar revelando esquemas de corrupção dentro das mesmas. O presidente da CPI Omar Aziz, um ex-militar, reagiu à nota das Forças Armadas afirmando que não permitirá que elas intimidem os trabalhos da comissão, falando o seguinte: "Fazia muitos anos que o Brasil não via membros do lado podre das Forças Armadas envolvidos com falcatrua dentro do governo." Após isso, completou: "A nota é muito desproporcional. Façam mil notas contra mim, mas não me intimidem. Se me intimidam, intimidam essa Casa aqui".

## Histórico

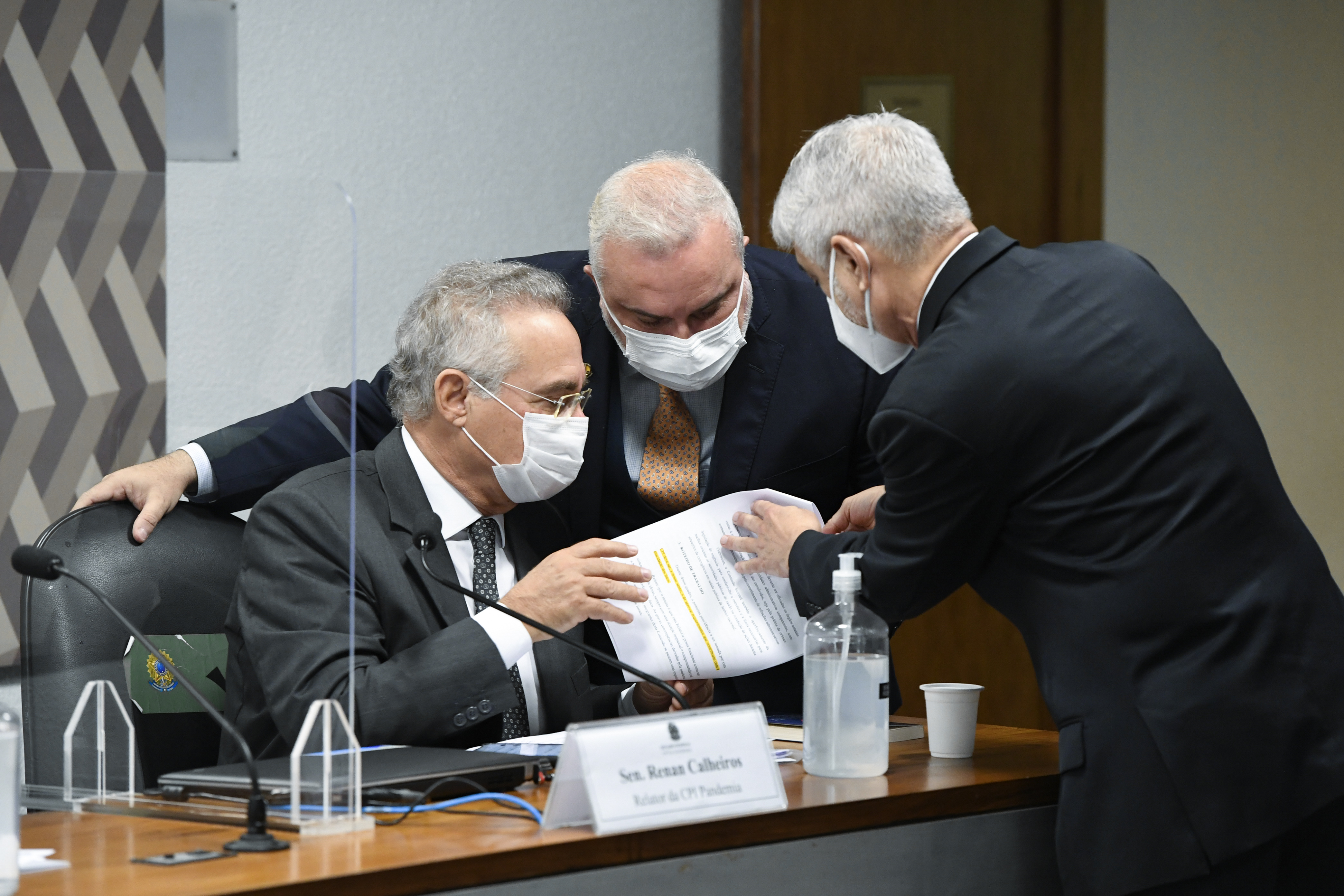
Senador Renan Calheiros (MDB-AL), relator da CPI, conversa e discute documentos com os senadores Jean Paul Prates (PT-RN) e Humberto Costa (PT-PE), 4 de maio de 2021

### Antecedentes
Em 26 de abril de 2021 a Casa Civil encaminhou aos ministérios uma lista com 23 acusações contra o Governo Federal. O ministro Luiz Eduardo Ramos enviou um e-mail para 13 ministérios referente a 23 acusações e críticas sobre o desempenho no combate à pandemia. Na lista entraram acusações de tratamento precoce sem confirmação de eficácia, negligência do governo na compra de vacinas, militarização do Ministério da Saúde, minimização da pandemia no Brasil, ausência de adoção e medidas restritivas para reduzir o contágio pelo vírus. Em resposta, a Casa Civil falou que o documento foi criado para os ministérios prepararem respostas.

### Instalação e primeira semana
A comissão foi instalada no dia 27 de abril, com a eleição do seu presidente e do vice-presidente. No início da comissão, os senadores votaram o o requisito de 115 pedidos de informação direcionados a diversões órgãos, empresas e governos estaduais.

### Segunda semana de trabalho (de 4 a 6 de maio)

#### Luiz Henrique Mandetta
O primeiro a ser ouvido pela CPI, no dia 4 de maio, foi Luiz Henrique Mandetta, o primeiro ministro da Saúde do governo Bolsonaro. Mandetta revelou que, no começo da pandemia, não havia uma campanha de comunicação pública do governo federal, motivo pelo qual começou a dar entrevistas coletivas diárias. Mandetta entregou uma carta à CPI endereçada ao presidente, na qual pedia a reconsideração do posicionamento adotado pelo governo, "uma vez que a adoção de medidas em sentido contrário poderá gerar colapso do sistema de saúde e gravíssimas consequências à saúde da população".

#### Nelson Teich
O segundo ministro da saúde do governo Bolsonaro, Nelson Teich, foi ouvido na quarta, 5 de maio. Durante as seis horas do seu depoimento, o ex-ministro explicou os motivos da sua demissão, motivada por discordâncias com a política do governo. Teich afirmou que, se o governo desse continuidade às suas ações no ministério, o Brasil teria mais vacinas.

#### Marcelo Queiroga
No dia seguinte, o quarto e atual ministro da saúde, Marcelo Queiroga, prestou depoimento que foi considerado evasivo e acabou irritando os senadores. Queiroga negou pressão presidencial em questões técnicas, reconheceu a importância da vacinação e do distanciamento social em detrimento de "tratamentos alternativos" e disse que desconhecia "indícios de guerra química na China". No dia anterior, o presidente Bolsonaro havia sugerido que a COVID-19 teria surgido numa ação de guerra química na China; posteriormente, levantar-se-ia a possibilidade da própria afirmativa ser objeto de inquérito da CPI. Os senadores consideram as respostas do ministro insuficientes, e planejavam convocá-lo novamente.
O terceiro ministro da saúde, o general Eduardo Pazuello, teve sua presença na CPI marcada inicialmente para o dia 5, mas foi remarcada para o dia 19, depois que o ex-ministro revelou ter tido contato recente com pessoas que contraíram a COVID-19. Segundo o vice-presidente da comissão, senador Randolfe Rodrigues, Pazuello buscava evitar ser ouvido pela CPI como testemunha. Em 13 de abril de 2021 a Advocacia-Geral da União enviou ao STF um ofício para que o ex-ministro possa ficar em silêncio durante depoimento na CPI e também garantir que fique imune a algumas medidas, como por exemplo, a prisão em caso de descumprimento. Horas antes, um advogado pediu habeas corpus para Pazuello ao STF e evitar que seja preso caso haja descumprimentos. O ministro sorteado para julgar ambos os casos foi Ricardo Lewandowski. Um dia depois, Lewandowski concedeu o habeas corpus possibilitando que o ex-ministro possa ficar em silêncio, além de evitar a prisão.

### Terceira semana (de 11 a 13 de maio)

#### Antônio Barra Torres
No dia 11 de maio, ocorreu o depoimento do diretor-presidente da Agência Nacional de Vigilância Sanitária (Anvisa), almirante Antônio Barra Torres, ele disse que uma série de declarações do presidente Bolsonaro iam contra o preconizado pela agência. Barra Torres negou pressão do governo para a aprovação da cloroquina para o combate ao coronavírus, mas confirmou a existência de uma proposta para alterar a bula do medicamento em uma reunião de ministros. Presente nessa reunião estava a médica Nise Yamaguchi, apontada por Barra Torres como uma das cabeças do suposto "Ministério Paralelo da Saúde", grupo independente da administração do ministro Mandetta.

#### Fábio Wajngarten
Em 12 de maio de 2021, foi a vez do ex-secretário da Secretaria de Comunicação Social (SECOM) Fábio Wajngarten depor na CPI da COVID-19. Durante o inquérito, Wajngarten negou que o Governo Federal tivesse feito ataques a opositores através de uma secretaria de comunicação paralela, popularmente conhecida como gabinete do ódio; negando também que o vereador Carlos Bolsonaro (Republicanos-RJ) tivesse influência na secretaria durante seu mandato. Por fim, Wajngarten afirmou que o Ministério da Saúde não tenha sido "incompetente" no processo de aquisição de vacinas, durante uma entrevista a revista Veja.
Entretanto, o relator da CPI, senador Renan Calheiros, considerou as falas de Wajngarten mentirosas e pediu a prisão dele. Calheiros se referiu a uma campanha com o título: O Brasil não pode parar, veiculada em 2020 no site oficial do Governo Federal. Outra mentira apontada por ele, foi durante a entrevista pela Veja. A própria revista divulgou um áudio de 30 s da entrevista. O Senador Marcos Rogério o repreendeu, falando que Renan Calheiros havia abusado de sua autoridade.
Minutos depois, o senador Flávio Bolsonaro (Republicanos-RJ) discutiu com Calheiros por causa do pedido de prisão.
O presidente da CPI Omar Aziz entregou ao Ministério Público Federal (MPF) o depoimento de Wajngarten. O motivo, foram as supostas mentiras no interrogatório na condição de testemunha.

#### Carlos Murillo
Em 13 de maio de 2021, foi a vez de Carlos Murillo, representante do laboratório Pfizer, depor como testemunha na CPI da COVID-19. O executivo confirmou que o vereador Carlos Bolsonaro e o assessor especial da presidência Filipe Martins estiveram presentes na reunião que tratava da compra de 70 milhões de doses. A informação sobre ela, foi repassada a Shirley Meschike durante o depoimento de Murillo à CPI.
Ele disse que não poderia confirmar a presença dos dois nas reuniões pelas quais não participou. Também chegou a dizer que a empresa somente tratou com "autoridades representadas pelo Governo". O relator da CPI Renan Calheiros ameaçou convocar 2 representantes da Pfizer para prestar esclarecimentos. Duas horas depois, o gerente-geral da farmacêutica confirmou a presença de Carlos e Filipe.
Também no interrogatório, Murillo afirmou que o Governo Federal não se manifestou sobre a oferta de aproximadamente 1,5 milhão de doses ainda para 2020. Ele disse que o laboratório apresentou 3 propostas de ofertas para o Governo: de 30 ou de 70 milhões de doses cada remessa. As negociações ocorreram em 14, 18 e 26 de agosto de 2020. Numa nova negociação, ele disse também que houve ofertas para o fim de 2020 e todas, com 70 milhões de doses cada. Em 11 e em 24 de novembro, mais precisamente.

### Quarta semana (De 18 a 20 de maio)

#### Ernesto Araújo
Em 18 de maio de 2021, foi a vez do ex-ministro das Relações Exteriores Ernesto Araújo depor na CPI da COVID-19. Ele negou que tenha feito ataques massivos a China. Mas o presidente da CPI o acusou de mentir no interrogatório e pediu para que o país não punisse o Brasil com o atraso nas entregas dos insumos farmacêuticos ativos (IFAs) para as vacinas.
A senadora Kátia Abreu (PP-TO) chamou o ex-chanceler de "negacionista compulsivo". Araújo também relatou na CPI que o ingresso do país na Covax Facility custou R$ 2,5 bilhões a União e que partiu do ministério da Saúde aderir a "quantidade mínima de doses" no consórcio.
Sobre as vacinas da Pfizer, Araújo afirmou que sabia da intenção do laboratório vendê-las ao Brasil em setembro de 2020, onde Nestor Forster (embaixador do Brasil nos Estados Unidos) foi o destinatário desta suposta carta e informara ao ex-chanceler 2 dias depois. Também na CPI, Araújo disse que desconhecia a existência de um "gabinete paralelo" na Saúde. Renan Calheiros então sugeriu que o filósofo e escritor Olavo de Carvalho fosse integrante desse grupo e o indagou a respeito. Araújo se limitou apenas a dizer que era amigo dele, mas que não significou a possibilidade de interferência no ministério.

#### Eduardo Pazuello
Em 19 de maio de 2021, foi a vez de Eduardo Pazuello, ex-ministro da Saúde depor na CPI da COVID-19. Na primeira pergunta feita pelo relator Renan Calheiros, Pazuello lembrou da decisão do Supremo Tribunal Federal, que deu autonomia para os 3 poderes Executivos (estados, municípios e a União sendo que este último conduzisse medidas para o enfrentamento da pandemia) e disse que o mandado "limitou" as ações do Governo Federal e citou diversos números de repasses para estados e municípios para as secretarias de Saúde. Também no interrogatório, ele disse que o ministério adotou "total transparência" nas contas e que a estratégia de comunicação foi voltada aos mais vulneráveis.

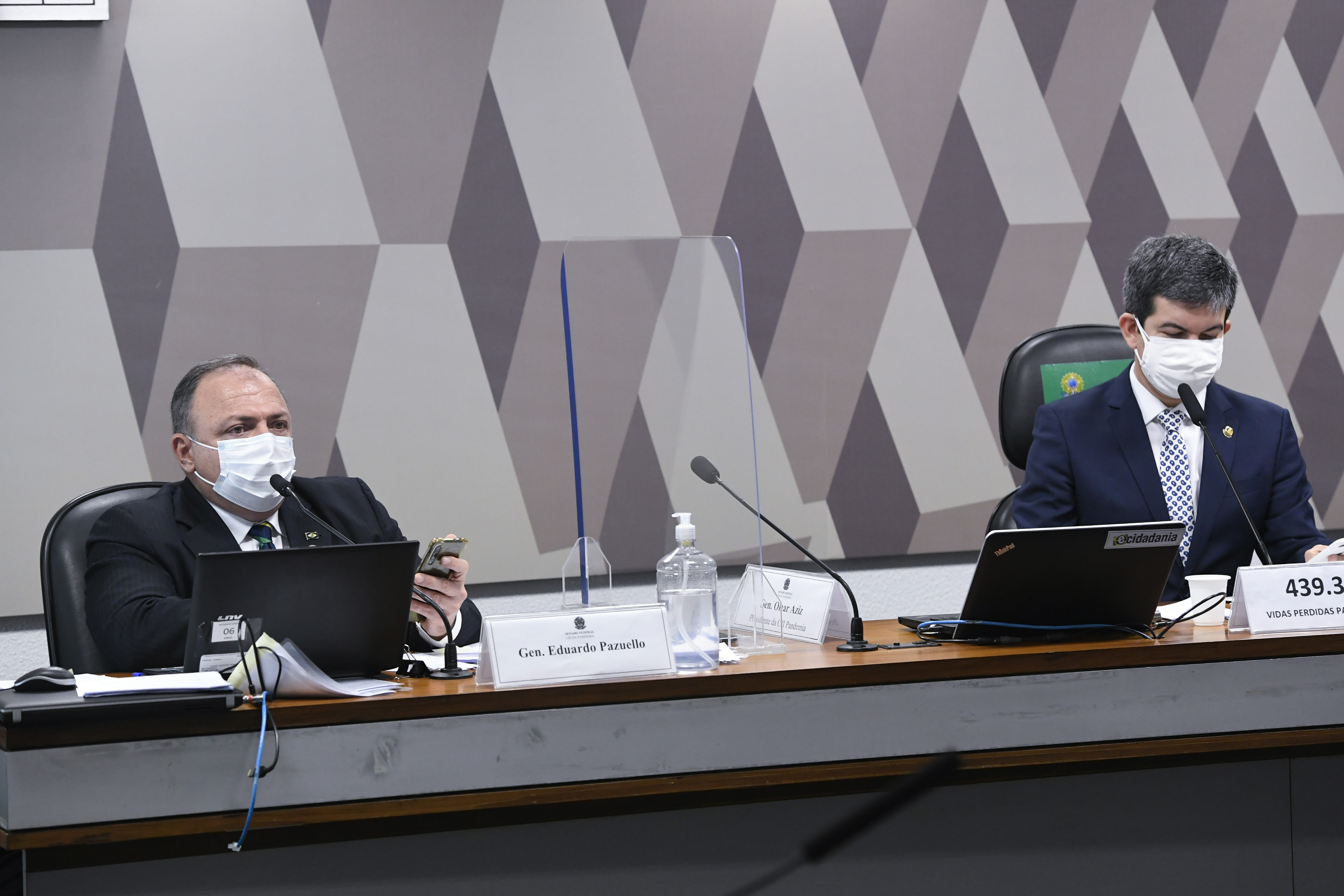
Ex-ministro da Saúde, o general Eduardo Pazuello em sua oitiva. Ele foi o ministro que ficou mais tempo no cargo durante a pandemia de Covid-19

Pazuello disse também no depoimento que sempre teve autonomia para tomar decisões na pasta. Ainda falou que sua relação com o presidente Jair Bolsonaro sempre foi de "amizade simples" sem ter proximidade maior com o mandatário e sua indicação foi feita com generais oficiais que trabalham junto ao Governo.
Sobre as aquisições das vacinas CoronaVac, o general não respondeu sobre os desmandos do presidente pela compra de 46 milhões de doses. No depoimento, Pazuello também disse que Bolsonaro ouvia outras pessoas não integrantes do ministério mas negou que houvesse um gabinete paralelo na Saúde. Renan Calheiros questionou o ex-ministro sobre esse "aconselhamento paralelo". O militar disse que falaria para colocar "uma pedra nesse assunto".
Sobre a demora da aquisição das vacinas da Pfizer, Pazuello disse que recebeu recomendações contrárias do TCU, da AGU e da CGU sobre a compra do imunizante. O Tribunal de Contas da União rebateu as respostas de Pazuello sobre a Pfizer e informou em nota à CPI que nenhum parecer do tipo foi enviado e que era urgente a compra das doses pela crise sanitária causada pela COVID-19. O ex-ministro então, se corrigiu e se referiu ao relatório da Controladoria-Geral da União; todavia foi desmentido por Eduardo Braga.
Sobre a crise sanitária no Amazonas, Pazuello relatou que ainda em janeiro fez a entrega de oxigênio. Segundo ele, tinha total conhecimento do colapso em 10 de janeiro e teria entregue 6 dias antes das pessoas morrerem pela falta do gás. Esta declaração irritou os senadores. Renan Calheiros afirmou que o ex-ministro "mentiu muito" no depoimento argumentando que ele fez manobras para não responder as perguntas relatadas. Já o senador Eduardo Braga criticou duramente as falas de Pazuello sobre o colapso pela falta de oxigênio no Amazonas. Disse que as mortes no estado ocorreram por vários dias no início do ano e Manaus foi a cidade mais afetada pela segunda onda. Ele também criticou a recusa do Governo sobre as doações de oxigênio feitas pela Venezuela ao não enviar um avião da Força Aérea Brasileira ao país.
No segundo dia do interrogatório, Pazuello finalmente se manifestou sobre a recusa de aquisições da vacina CoronaVac. Ele disse que o presidente "nunca" falou com ele pessoalmente sobre a aquisição do imunizante chinês. Segundo ele, a demora aconteceu por causa da falta de uma medida provisória que possibilitasse a compra. A declaração irritou os senadores. A senadora Zenaide Maia (PROS-RN) disse que Pazuello assumia a responsabilidade sobre as vacinas mesmo ter presenciado a intenção de compra de 46 milhões de doses ao CONASS. Já Otto Alencar, disse que ontem Pazuello havia dito que o presidente o orientou a comprar o insumo. Porém não comprou, já que naquele momento, estava subordinado a Jair Bolsonaro.
Pazuello quis preservar o presidente sobre as suas declarações públicas contrárias ao distanciamento social, uso de máscara e álcool 70° INPM. Alessandro Vieira perguntou ao militar se ele não tinha convencido o presidente a mudar de ideia sobre tais declarações. O ex-ministro então, respondeu que "não existem comprovações científicas dos benefícios do uso de máscara, álcool 70° INPM e o distanciamento social". Também disse que tais medidas "realmente necessárias" eram medidas preventivas.
Sobre o colapso sanitário do Amazonas, Pazuello culpou a empresa White Martins, produtora e distribuidora de oxigênio para uso medicinal, e as secretarias municipais e estadual de Saúde pelo caos. Segundo ele, a pasta foi "proativa" sobre a falta de oxigênio. Em nota divulgada a imprensa, a secretaria estadual de saúde do estado, informou que monitorava a demanda do gás e em dezembro de 2020, e a White Martins não havia se manifestado sobre dificuldades logísticas para manter o abastecimento em hospitais. Segundo o portal G1, em 24 de dezembro de 2020, a empresa informou em nota que monitorava o crescimento anormal da demanda do gás em Manaus e solicitou informações a secretaria de saúde estadual sobre a demanda. Ainda na nota, a empresa informou que o então ministro da Saúde Eduardo Pazuello se reuniu com seus executivos e o comitê estadual para uma reunião em 11 de janeiro de 2021.
O relator Renan Calheiros disse que "nunca viu uma pessoa mentir tanto numa CPI como Pazuello" e citou pelo menos 15 informações supostamente falsas.

### Quinta semana (25 e 27 de maio)

#### Mayra Pinheiro
Em 25 de maio de 2021, foi a vez da secretária de gestão e trabalho do ministério da Saúde Mayra Pinheiro (conhecida como "capitã cloroquina") depor na CPI da COVID-19.
Ela defendeu o "tratamento precoce" com medicamentos sem eficácia comprovada contra o Sars-CoV-2 (cloroquina, azitromicina, ivermectina) no interrogatório, porém dizendo que nunca determinou ao ministério o uso dos fármacos e estabeleceu "uso de doses seguras" prescritas pelos médicos. Renan Calheiros a questionou se o presidente da República a pressionou e ela disse que não. Sobre o colapso sanitário do Amazonas, Mayra disse que o ministério da Saúde "não tinha nenhuma responsabilidade" pelo caos e culpou a COVID-19.
Sobre o aplicativo "TrateCov", Pinheiro disse que não houve invasão hacker no aplicativo mas sim uma "extração indevida dos dados". Esta declaração contradiz Eduardo Pazuello, que afirmou em depoimento que o aplicativo "foi roubado por um hacker". A plataforma foi descontinuada pelo ministério sob a alegação de ela recomendar o "tratamento precoce" da COVID, mesmo a pessoa não estar com sintomas aparentes. Ela ainda acusou a imprensa de acessar o aplicativo, "vazar" as supostas falhas e divulgar conteúdo "fora do contexto".
Houve um comentário do relator Renan Calheiros, comparando a CPI da Pandemia ao Tribunal de Nuremberg, que julgara os crimes nazistas. A declaração irritou os senadores da base governista. O relator negou que tenha ofendido os judeus com seu comentário e apenas "comparou" duas situações-problema ao "negacionismo" na pandemia. Logo depois, Calheiros disse que há semelhanças entre o comportamento de autoridades brasileiras em meio à comissão e o do marechal Hermann Göring, considerado o número dois de Adolf Hitler. A Confederação Israelita do Brasil (Conib) repudiou as falas de Renan sobre o Holocausto.
O senador Randolfe Rodrigues divulgou na CPI um áudio de Mayra criticando duramente os trabalhos da Fiocruz sobre suas políticas dizendo que todos os integrantes eram de esquerda, que havia um pênis na porta da instituição, tapetes com a figura do Che Guevara e salas com figuras dos movimentos Lula Livre e Marielle Vive.
A polícia Legislativa do Senado abriu investigação contra um colunista da Folha de S.Paulo sobre uma reportagem veiculada. Os senadores Luis Carlos Heinze e Eduardo Girão foram os idealizadores da oitiva.

#### Apreciação de Requerimentos
Em 26 de maio de 2021, a CPI do Coronavírus realizou oitiva e aprovou a convocação dos governadores Helder Barbalho (MDB-PA), Carlos Moisés (PSL-SC), Wilson Lima (PSC-AM), Waldez Góes (PDT-AP), Marcos Rocha (Sem partido-RO), Antônio Denarium (Sem partido-RR), Mauro Carlesse (PSL-TO) e Wellington Dias (PT-PI/Presidente do CONASS). O ex-governador do RJ Wilson Witzel (PSC), o empresário Carlos Wizard e os ex-assessores da presidência Arthur Weintraub (irmão do ex-ministro da Educação Abraham Weintraub) e Filipe Martins também serão convocados. A CPI aprovou também a reconvocação do ministro da Saúde Marcelo Queiroga e do ex-titular da pasta Eduardo Pazuello.
Em 28 de maio de 2021, 17 governadores e do Distrito Federal foram ao STF para impedir que sejam interrogados na CPI, sob argumento de que tal ato é "abusivo" e "fere a separação de poderes".

#### Dimas Covas
Em 27 de maio de 2021, foi a vez de Dimas Covas, presidente da Fundação Butantan depor na CPI da COVID-19.
No interrogatório, acusou o presidente Jair Bolsonaro pelo atraso na negociação da vacina CoronaVac. Na época, Bolsonaro afirmou numa coletiva de imprensa que o imunizante não seria comprado por "razões pessoais". Disse também que tratou com Eduardo Pazuello a negociação das 46 milhões de doses numa reunião do CONASS. Segundo Covas, o instituto ofertou 100 milhões de doses em outubro de 2020 mas não havia recebido nenhuma resposta de representantes do Ministério. Renan Calheiros divulgou um vídeo com declarações do presidente da República contrárias a vacina.
Afirmou ainda que o Brasil poderia ser o primeiro país do mundo a vacinar, mas que ocorreram "percalços" no caminho. Também disse que a convocação de voluntários foi afetada devido as "fake news" divulgadas nas redes sociais sobre a CoronaVac.
Sobre a possibilidade de uma dose de reforço da CoronaVac devido sua baixa eficácia, Dimas disse que enxerga a necessidade de uma terceira dose para imunizar idosos e comórbidos devido as variantes do Sars-CoV-2. Explicou também que o prazo de 28 dias entre 2 doses é o "ideal" para completar o estágio vacinal. Houve discussão entre o senador Marcos Rogério e o presidente da CPI Omar Aziz. Rogério perguntou a Dimas se as declarações de João Dória atrapalharam as tratativas da China para aquisição de vacinas. Logo depois, um áudio do governador de SP foi divulgado.

### Sexta semana (1° e 2 de junho)

#### Nise Yamaguchi
Em 1 de junho de 2021, Nise Yamaguchi depôs na condição de convidada. Apontada como integrante de um denominado "gabinete paralelo na Saúde", que supostamente aconselhava Bolsonaro a tomar decisões no enfrentamento da pandemia, a médica negou a imputação, afirmando que era apenas convidada como colaboradora eventual. Yamaguchi afirmou manter a opinião de que não era necessário vacinar a população de forma aleatória, bem como alegou que os médicos que defendiam o tratamento precoce, o qual incluía o uso da cloroquina, eram perseguidos politicamente. Também negou que tenha proposto alterar a bula da cloroquina para incluir o seu uso no tratamento da COVID-19, contradizendo as declarações de Antônio Barra Torres e de Mandetta. Em um momento mais tenso da sessão, uma assessora de Nise foi expulsa da CPI por "pedir respeito" à médica durante o intervalo, discutindo com senadores.

#### Luana Araújo
Em 2 de junho de 2021, Luana Araújo depôs na condição de convidada, na posição de médica infectologista, indicada para assumir a pasta da secretaria de enfrentamento à COVID do Ministério da Saúde, mas não teve sua nomeação aprovada. Sobre suas duras falas do ano de 2020 contra o uso de medicamentos do "kit-covid", explicou que na Medicina as evidências tiram da responsabilidade individual do profissional um juízo de valor sobre a situação e que o chamado "tratamento precoce" é "uma discussão delirante, esdrúxula, anacrônica e contraproducente". Quanto à sua não nomeação, a médica disse não ter recebido explicações e que foi ao gabinete do ministro Queiroga, tendo sido comunicada que não havia dúvida sobre sua capacidade técnica, mas que teria que desistir da nomeação, que não teria sido aprovada, sem maiores explicações.
O senador Marcos do Val, suplente da comissão, utilizou seu tempo para questionar que os senadores trataram bem a infectologista Luana em contraste com oncologista Nise Yamaguchi, que fora convidada no dia anterior. O senador também a acusou de estar se colocando como "dona da verdade", não tendo o direito de desmerecer o trabalho de outros médicos que defendem o tratamento precoce. A infectologista respondeu que não era a "dona da verdade", mas sim representando uma classe de cientistas e entidades. Outros senadores que apoiam o presidente não concordaram com as falas científicas da médica. O senador Marcos Rogério utilizou a fala da médica contra o chamado "tratamento precoce" para dizer que ela era contrária à ida ao médico. Luana explicou que diagnóstico precoce é diferente de tratamento precoce e esclareceu que profilaxia é impedir que a pessoa adoeça ou diminua o risco de adoecer, e que em termos de pandemia de COVID-19, refere-se à intervenção vacinal, associada a outras estratégicas não farmacológicas, como uso de máscara e distanciamento social.

### Sétima semana (De 8 a 10 de junho)

#### Marcelo Queiroga (Segundo dia)

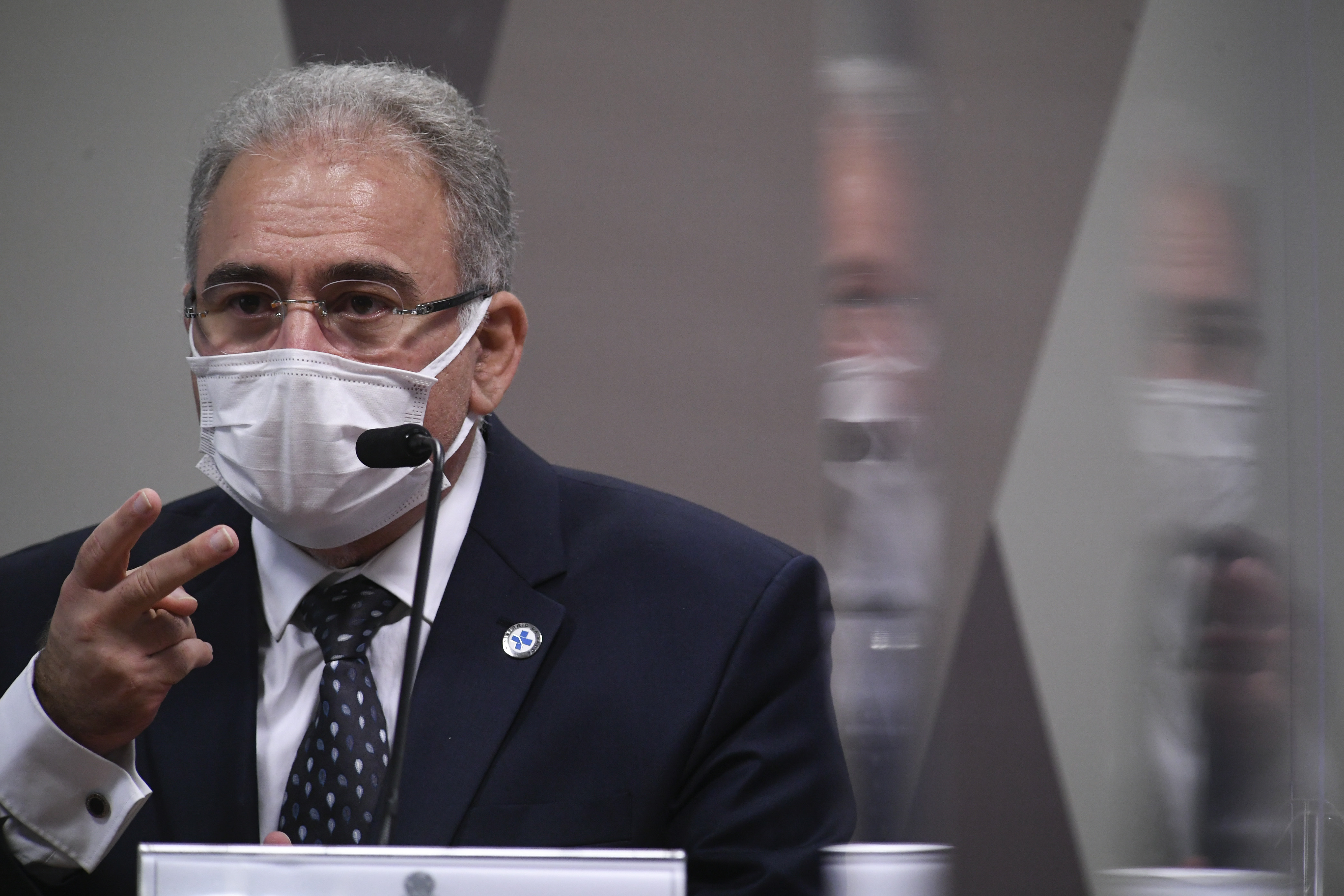
ministro da saúde Marcelo Queiroga durante seu 2º depoimento na comissão

Em 8 de junho, o ministro Queiroga depôs pela segunda vez. Este tomou uma posição assertiva quanto à defesa de medidas não farmacológicas, uso de vacina e a não existência de evidências científicas para o tratamento precoce. A posição científica do ministro desagradou os senadores pró Bolsonaro. Pelo relator, Queiroga foi questionado se orienta o presidente ao uso de máscara. O ministro respondeu que as orientações são para todos, e complementou afirmando ser o ministro da Saúde e não "censor do presidente". Quanto à desistência da nomeação da infectologista Luana Pinheiro, o ministro apresentou uma versão diferente da colocada pela doutora na semana anterior. Afirmou que a não nomeação foi decisão exclusiva dele devido à não harmonização dos pensamentos científicos defendidos por ela com os da classe médica. Complementou que o nome da Luana havia sido aprovado pela Casa Civil, em contradição com o que Luana relatou. Sobre a compra de vacinas, Queiroga até então não havia aceito a compra de 30 milhões de doses da CoronaVac produzidas pelo Instituto Butantan, mas afirmou que havia conversado pessoalmente com Dimas Covas, diretor do Instituto, sobre a compra da vacina.

#### Élcio Franco
Em 9 de junho, o ex-secretário Élcio Franco depôs como testemunha. O depoimento começou com atraso de uma hora, devido a uma pequena seção deliberativa para aprovações de depoimentos e requerimentos em que o senador Jorginho Mello pediu que a quebra de sigilo telefônico e telemático fosse votada no dia seguinte. O presidente Omar Aziz acatou o pedido. O coronel Élcio negou o conhecimento do chamado "gabinete das sombras", mas afirmou conhecer e ter se encontrado com alguns membros como Nise Yamaguchi, Arthur Weintraub, Osmar Terra e Carlos Wizard. O coronel foi questionado principalmente sobre a compra de vacinas. Quando perguntado pelo relator Renan Calheiros, Élcio deu como explicações para o atraso na compra de vacinas, a incerteza na eficácia das vacinas e a falta de legislação para comprar vacinas não aprovadas pela Anvisa. O coronel chamou a fase três do desenvolvimento de vacinas de "cemitério de vacinas", o que provocou criticas por outras vacinas (e.g. Covaxin.) terem sido compradas mesmo antes de entrar na fase três. O senador Eduardo Braga criticou duramente esse atraso. Quanto à tese de deixar o vírus se espalhar livremente pela população, Élcio disse que nunca havia sido discutida na área técnica, a ideia de imunidade de rebanho e que se conhecia a gravidade da pandemia, devendo haver campanhas anuais de vacinação.
Sobre a compra de vacinas da Pfizer, Élcio Franco explicou as cláusulas de contrato foram um dos motivos para o atraso da compra de vacinas que inclusive exigia uma lei que garantisse a compra de vacinas. Dessas cláusulas, destacou a não responsabilidade por efeitos adversos da vacina e a obrigatoriedade da assinatura do presidente. O próprio coronel foi a publico declarar que o governo não assinaria essas cláusulas ditas "leoninas", e foi questionado pela senadora Eliziane Gama se essa atitude não atrapalhou a negociação com a Pfizer; contrariamente Élcio respondeu que a fala dele faz parte de uma pressão do governo contra a empresa e que foi uma estratégia de business da negociação. Quanto à perda de oportunidades de comprar a vacina da Pfizer mais cedo e mais baratas, o senador Randolfe questionou porque foi retirada somente a assinatura do presidente em uma minuta de medida provisória que permitiria comprar a vacina da Pfizer. Élcio confessou que a falta de consenso partiu do Ministério da Economia.
Em 10 de junho, o governador do Amazonas Wilson Lima foi convocado como testemunha e recorreu ao Supremo Tribunal Federal para obter um habeas corpus para não comparecer, por estar sendo investigado pela Polícia Federal. O dia foi tomado por uma seção deliberativa para votações de requerimentos. No entanto, a seção foi tumultuada devido à decisão do STF, suspendendo o depoimento de Wilson Lima, e ao requerimento de quebras de sigilo. Inicialmente, o senador Marcos Rogério interrompeu a seção por mais de vinte minutos sobre a queixa de que era inconstitucional a interferência do STF e que todos deveriam ser investigados. Por outro lado, quanto aos requerimentos de quebra de sigilo telefônico, o senador foi contrário e pediu uma questão de ordem para retirada dos requerimentos alegando falta de motivação e invalidade desse pedido. O senador e professor de direito Fabiano Contarato explicou a validade do pedido. O senador e presidente da comissão Omar Aziz indeferiu a questão apresentada e explicou que os requerimentos estariam devidamente fundamentados.

#### Natália Pasternak e Cláudio Maierovich
Em 11 de junho, foram ouvidos a microbiologista e divulgadora científica Natalia Pasternak e o médico sanitarista e ex-presidente da Anvisa, Cláudio Maierovitch. Na sua fala inicial, Natalia utilizou seu tempo para explicar a importância da ciência e a diferença entre estudos laboratoriais e de estudos observacionais, focando na falta de evidências sólidas para uso do tratamento precoce, mostrando estudos datados do meio do ano de 2020. Maierovitch mostrou pesquisas comprovando que o Brasil era um dos países mais preparados para possíveis epidemias, e contrastou com outro estudo que mostrou o Brasil como o pior país no combate da pandemia. O senador Renan Calheiros criticou as falas presidenciais dos dias 9 e 10 de junho sobre a não eficácia de vacina e o não uso de máscara. Em resposta ao senador Randolfe Rodrigues, a pesquisadora e o médico afirmaram que não estava no momento de deixar de utilizar máscara e flexibilizar medidas de isolamento. Natalia explicou que esse tipo de medida deve ser baseada do número de casos de COVID e não no número de vacinados.
Em resposta ao senador Renan Calheiros sobre tratamentos, o médico sanitarista lembrou a aprovação da lei para o uso da fosfoetanolamina para o combate de câncer do então deputado federal Jair Bolsonaro em 2016. Natalia complementou que nessa ocasião custou dez milhões para o estado de São Paulo, e que a medida foi aprovada por clamor popular e não por motivação científica. Posteriormente foi mostrada a não efetividade desse composto químico contra o câncer, e a lei foi julgada inconstitucional pelo STF em 2020. Em critica ao "kit COVID", Maierovitch alertou sobre o perigo de uso irresponsável de antibióticos, como a azitromicina, que poderia levar à resistência aos antibióticos pelas bactérias.

### Oitava semana (De 15 a 18 de junho)

#### Marcellus Campelo
Em 15 de junho, foi ouvido o ex-secretário de saúde do Amazonas. O engenheiro civil Marcellus Campelo adotou uma fala calma e não apontou erros em sua gestão: "Fizemos o que podíamos com verbas disponíveis". O ex-secretário fora perguntado sobre a crise de falta de oxigênio no estado, sobre a ida da comitiva da médica Mayra Pinheiro e sobre medidas de contenção da pandemia. Sobre a eminência de falta de abastecimento de oxigênio no estado, tanto senadores de oposição quanto governistas criticaram a inação do estado. O senador Eduardo Braga exibiu correspondência da White Martins datada do inicio de setembro de 2020 sobre a empresa já está operando em capacidade máxima e que seria necessário a contratação complementar de outras fontes de fornecimento de oxigênio; a crise só ocorrerá após cinco meses. O ex-secretário admitiu que não foi comprada nenhuma usina para produção de oxigênio por parte do estado. Em resposta ao relator Renan, o ex-secretário afirmou que só houve falta de oxigênio nos hospitais estaduais nos dias 14 e 15 de janeiro de 2021. No mesmo momento o senador Eduardo Braga alegou que o ex-secretário estava mentindo, assim como mentiram o ex-ministro da saúde Pazuello e o Élcio Franco. Pelos vídeos mostrado pelo senador, a crise de oxigênio ao menos durou até o dia 26 de janeiro de 2021.
Quanto às medidas de restrição, havia uma crescente de casos no estado e o secretario foi alertado em setembro pela Fundação de vigilância de saúde. O secretario admitiu que o planejamento considerou que o pior cenário considerado era a repetição da crise da primeira onda e que "somente no final de dezembro que começamos a notar que havia algo de diferente na contaminação", desconhecimento possíveis variantes do vírus. O senador Otto Alencar criticou a pasta da saúde ter passado por um engenheiro civil. O ex-secretário afirmou que tinha um plano em 5 fases de contingência da pandemia que era ativado quando "a taxa de ocupação de UTIs Covid-19 ultrapassava 75% da sua capacidade". No dia 23 de dezembro de 2020 foi acionado a fase 3 do plano e o comitê de crise elaborou um decreto de restringia as atividades e a circulação de pessoas no estado. Nos dias seguintes o decreto foi revogado, flexibilizando as medidas sanitárias, e as manifestações da população contraria ao decreto foi o motivo exposto pelo ex-secretário. Pelas palavras do engenheiro, "houve muitas manifestações [...] que obrigou o governo a flexibilizar o decreto". Essa posição fora duramente criticada pelo senador Alessandro, explicando que quem revoga decreto é o governador do estado e não a população.
A sessão de 16 de junho começou com votação de requerimentos. A seção durou 1 hora e seis minutos e retirou sigilo de parte dos documentos encaminhados à comissão como "sigilosos" de forma a corrigir documentos que foram enviados de forma incorreta com esse sigilo. Esse pedido desagradou aos senadores Marcos Rogério (DEM-RO) e Ciro Nogueira (PP-PI). Foram aprovados três requerimentos de informação, mais cinco de quebra de sigilo telefônico e bancário (uma delas do Carlos Wizard). Também foram aprovado mais três convocações e uma rejeitada.

#### Wilson Witzel

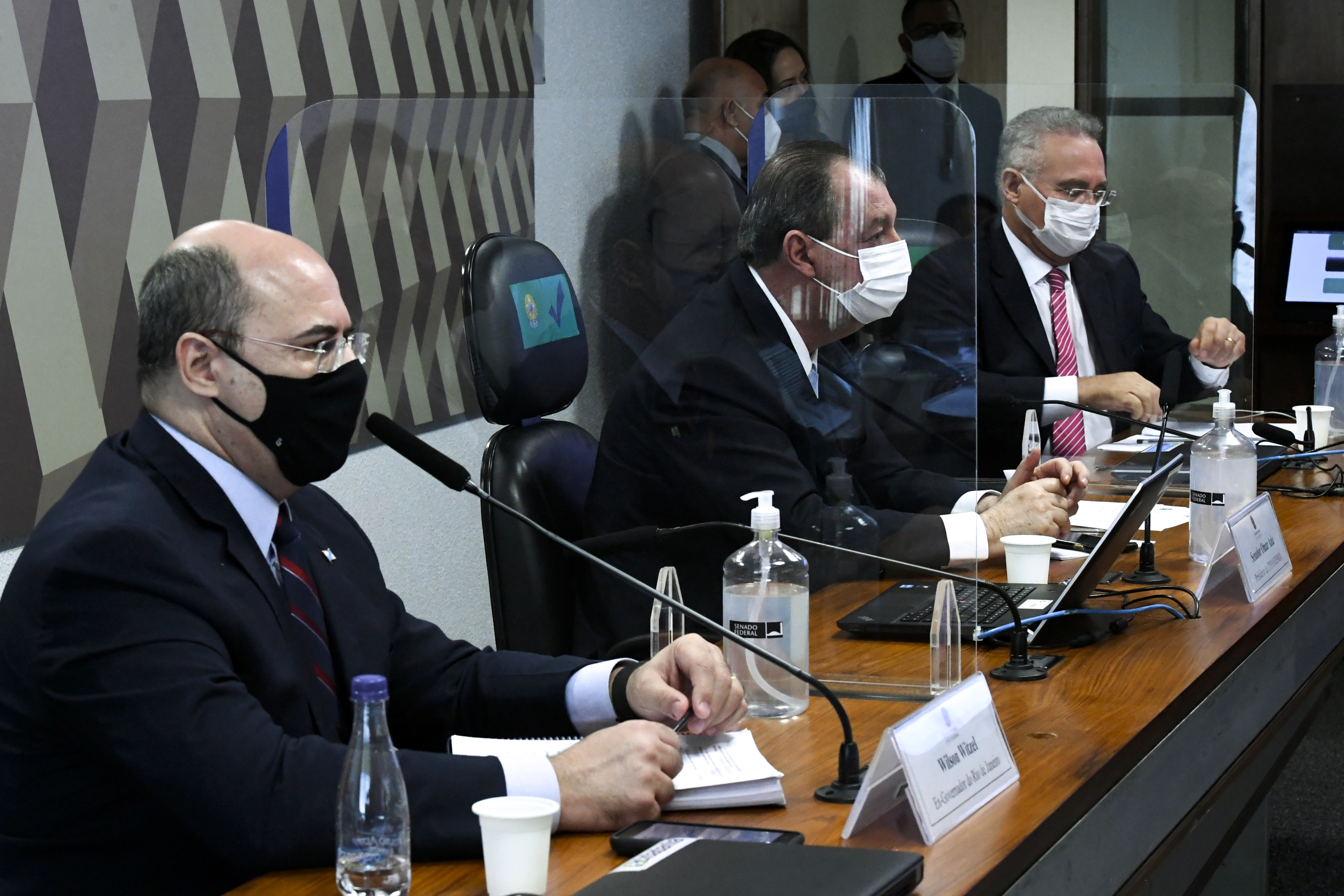
Ex-governador do Rio de Janeiro Wilson Witzel em sua oitiva

Protegido por habeas corpus, o ex-governador do estado do Rio de Janeiro Wilson Witzel foi ouvido como convidado, podendo não responder perguntas e deixar a sessão a qualquer momento. O ex-juiz federal revelou supostas retaliações do governo federal aos estados durante a pandemia. Explicou que o distanciamento do governo estadual e federal se deu a partir de 2018; particularmente, Witzel pediu que se investigasse de forma imparcial a morte da vereadora Marielle Franco: “A partir do caso Marielle, eu particularmente percebi que o governo federal começou a me retaliar. Depois desse evento, não fui mais recebido no Palácio do Planalto.", explicou ele.
O governador sofreu impeachment em abril de 2020 e dentre outras acusações havia denúncias de corrupção envolvendo propinas pagas por organizações sociais (OSs) na área de saúde. Witzel afirma ter sido alvo de uma ação maior que queria tira-lo do poder, e como evidencia mostrar que o processo. Quanto aos hospitais de campanha, Witzel disse que esses foram alvos de perseguição por deputados do RJ e falta de apoio pelo governo federal. "Infelizmente, os hospitais de campanha foram sabotados do começo ao fim com reportagens estimuladas por esses deputados, que faziam carretadas no RJ contra o isolamento social." Também disse que talvez os hospitais de campanha não seriam necessários caso tivesse aberto os mais de 800 leitos fechados em hospitais federais no estado; Witzel culpou novamente o governo federal "Os hospitais federais são intocáveis. Se a CPI quebrar os sigilos das OS que gerem os hospitais, vai descobrir quem é o dono dos hospitais". Quanto as medidas de restrição social, disse que não havia comunicação com o ministério da saúde, afirmou que "Como não havia uma coordenação do governo federal, a questão foi solucionada pelo Supremo Tribunal Federal (STF). E é preciso deixar bem claro: o STF não impediu o governo federal de fazer nada, mas deu a governadores e prefeitos as condições necessárias para que supríssemos a omissão do governo federal". Afirmou que foi um dos primeiros governadores a implementar medidas de isolamento social e criticou a demora na vinda do auxilio emergencial e concluiu: "Se você pede para a população ficar em casa, mas não dá condições, é mais difícil controlar a pandemia".
Houve tumultuo ao longo de toda sessão. O senador Flávio Bolsonaro (Patriota-RJ), até então não membro da CPI, disse que o ex-governador "foi eleito mentindo, enganando a população do Rio e se revelou depois que sentou na cadeira de governador". Após as falas agressivas dos senadores Jorginho Mello (PL-SC) e Eduardo Girão (Podemos-CE), o ex-governador decidiu encerrar a sessão. No entanto, durante a sessão foi pedida para realização de uma sessão sob segredo de justiça para dar provas contundentes das ações do governo federal contra o governador.
Na seção do dia 17 de junho foram inquiridos como testemunha o empresário Carlos Wizard e o ex-auditor do TCU Alexandre Marques. A sessão foi suspensa por o empresário não ter se apresentado para depor. Na condição de testemunha Wizard tem obrigação de se apresentar, dessa forma Omar Aziz, o presidente da CPI pediu ao STF condução coercitiva do empresário e a retenção do seu passaporte. Nessa ocasião Aziz comentou a falta de respeito com o STF pelo empresário ter pedido um habeas corpus para poder depor em silencio, “O que me espanta é um cidadão procurar o STF para conseguir um habeas corpus para vir a esta CPI para ficar em silêncio e ele não aparece. Então por que foi ao Supremo, se não vinha?” disse Aziz. Quanto ao ex-auditor, o seu depoimento será marcado para uma data posterior. No caso de ambas testemunhas, no dia dia anterior, 16 de junho, foram aprovadas quebras de sigilo telefônico e telemático. A defesa de Wizard recorreu contra a quebra de sigilo.

#### Francisco Eduardo Cardoso e Ricardo Ariel Zimerman
Na sessão do dia 18 de junho foram convidados dois médicos que defendem o chamado "tratamento precoce" para a COVID. Nessa ocasião, membros da oposição e o relator da CPI optaram por não participar da oitiva. O senador Marcos Rogério, interrompeu a fala do senador Jorginho Melo com uma questão de ordem para votar algum senador para fazer perguntas no lugar do relator da CPI; em resposta o presidente Aziz disse que os médicos não estão em condições de testemunhas e nem de investigados e que o relator não tem obrigação de fazer perguntas. Em resposta ao senador Girão, os médicos confirmaram participar da pasta comandada pelo Arthur Weintraub na OEA, e ambos negaram conflito de interesse politico. Quanto ao "tratamento", ambos defendem o uso de mais de 20 medicamentos que vão além da cloroquina. Quanto à mídia caracterizar o debate como anticientífico, eles minimizaram a participação da doutora Luana Araújo na CPI; Alves disse que ela não era adequada para o cargo no Ministério da Saúde. Também criticaram a pesquisadora Pasternak por ser divulgadora científica e não ter atendido pacientes com COVID.[carece de fontes?]
O médico Ricardo Ariel Zimerman criticou o lockdown horizontal, e afirmou que essa medida é o contrario do distanciamento social. Esse médico utilizou o exemplo do Amazonas, onde o número médio de pessoas por domicílio é de 7 ou 8 pessoas, e, portanto ficar em casa é uma aglomeração e estimula o desenvolvimento de variantes do vírus, como a variante {\displaystyle \gamma } (gamma ou P1), originária de Manaus. Em resposta a Jorginho, o médico retificou o que disse em vídeo que o uso da cloroquina reduz em 21% a mortalidade e afirmou que reduz a mortalidade em 73%. Zimerman explicou o conceito de cherry-picking e viés de confirmação para explicar porque algumas pessoas só leem artigos que confirmem o que eles pensam. O médico Zimmerman alertou pela dose letal de cloroquina ser baixa.[carece de fontes?]
O médico Francisco Eduardo Cardoso Alves disse que continuar com o lockdown é "insistir no erro", e utilizou o Reino Unido como exemplo por ter aumento no número de casos mesmo com lockdown: logo, conclui Alves, o lockdown está "provado que não funciona". Alves disse que as vacinas ainda são novas e alertou ao risco de não serem eficazes contra novas variantes. Alves disse que o "tratamento precoce" deveria ser chamado apenas de "tratamento" e que esse teve "milhares de vidas salvas". Nesse assunto, disse que não se importar por ter sido foi alvo "ataques" de médicos e cientistas pois ele "sabe que tem a razão, (...) e não é a chacota de um colega negacionista que vai me fazer voltar atrás". Em diversas ocasiões Alves criticou o estudo de Manaus dizendo que foi antiético e que a dose de cloroquina foi letal. O médico também disse que é "fake news" de que a Ivermectina cause cirrose hepática ou hepatite, dizendo que a penas no Brasil tem-se essa suspeita. Alves defendeu que no caso de uma situação pandêmica deve ser utilizar as melhores evidências disponíveis na época e na plausibilidade farmacológica, e também afirmou que a síndrome pós-COVID é menos frequente para pessoas que adotaram o "tratamento precoce". Em resposta ao Omar Aziz, o médico Alves atacou veementemente o uso deliberado do chamado "kit COVID", e defendeu que o tratamento deve ser individualizado.
Ambos médicos criticaram o prescrição do "tratamento precoce" fora do hospital e/ou prévio à contaminação. Bem como criticaram a imunização de rebanho e Zimerman incentivou imunização com a vacinação.[carece de fontes?]

### Nona semana (de 22 a 25 de junho)
No final de semana de 19 e 20 de junho, o Brasil ultrapassou a marca de 500 mil mortos pela COVID-19. Em respeito à marca, os senadores da CPI fizeram um minuto de silêncio na abertura da sessão de 22 de junho. Os senadores Randolfe Rodrigues, Eliziane Gama, Humberto Costa, Rogério Carvalho e Otto Alencar seguraram placas de luto com os dizerem "500 mil vidas", "responsabilidade" e "vacina".[carece de fontes?]

#### Osmar Terra
Na terça, 22 de junho, o deputado federal Osmar Terra (MDB-RS) falou à CPI. O deputado foi convidado por sua presença no suposto "gabinete paralelo" e por suas posições publicas minimizando a pandemia. Osmar nega a existência do gabinete, afirmando ter ocorrido somente uma uma reunião com outros médicos ao qual ele fora convidado.
Ele negou que tenha apresentado uma proposta de “contaminar a população livremente", entretanto, continuou afirmando que medidas de quarentena e lockdown não tem nenhum efeito no combate da pandemia. Quanto as predições erradas (que em 2020 tinha afirmado que não passariam de 800 mortos e o vírus não teria variantes), o deputado afirmou: "As previsões que fiz foram baseadas não em um estudo matemático apocalíptico como o do Imperial College".

#### Francisco Emerson Maximiano
Francisco Emerson Maximiano não compareceu à sessão em que deveria, em 23 de junho, alegando estar em quarentena devido a uma viagem recente à Índia. Maximiliano desembarcou no Brasil em 15 de junho e teria seguido recomendação da Anvisa de que todos os passageiros vindos do país asiático deveriam manter quarentena de 14 dias para evitar transmissão da variante delta do coronavírus no pais. O depoimento de Maximiliano acabou sendo adiado.

#### Jurema Werneck e Pedro Hallal
No dia 24 de junho, Jurema Werneck, diretora-executiva da Anistia Internacional e coordenadora do Movimento Alerta, e Pedro Hallal, ex-reitor da UFPel e coordenador da pesquisa Epicovid foram convidados a falar à CPI. Um gráfico apresentado por Hallal mostrou que os mais afetados pela pandemia são negros e, proporcionalmente, os povos indígenas. No ano de 2020, ele estava à frente da pesquisa Epicovid, que teria sido cancelada pelo governo federal após a apresentação desses resultados. O estudo não foi substituído por outro em 2021. O epidemiologista mostrou que 400 mil mortes poderiam ser evitadas com um "desempenho mediano" no combate a pandemia. Desses, cerca de 95,5 mil pessoas poderiam ter sido imunizadas caso a aquisição das vacinas CoronaVac e da Pfizer não tivesse atrasado.

#### Irmãos Miranda

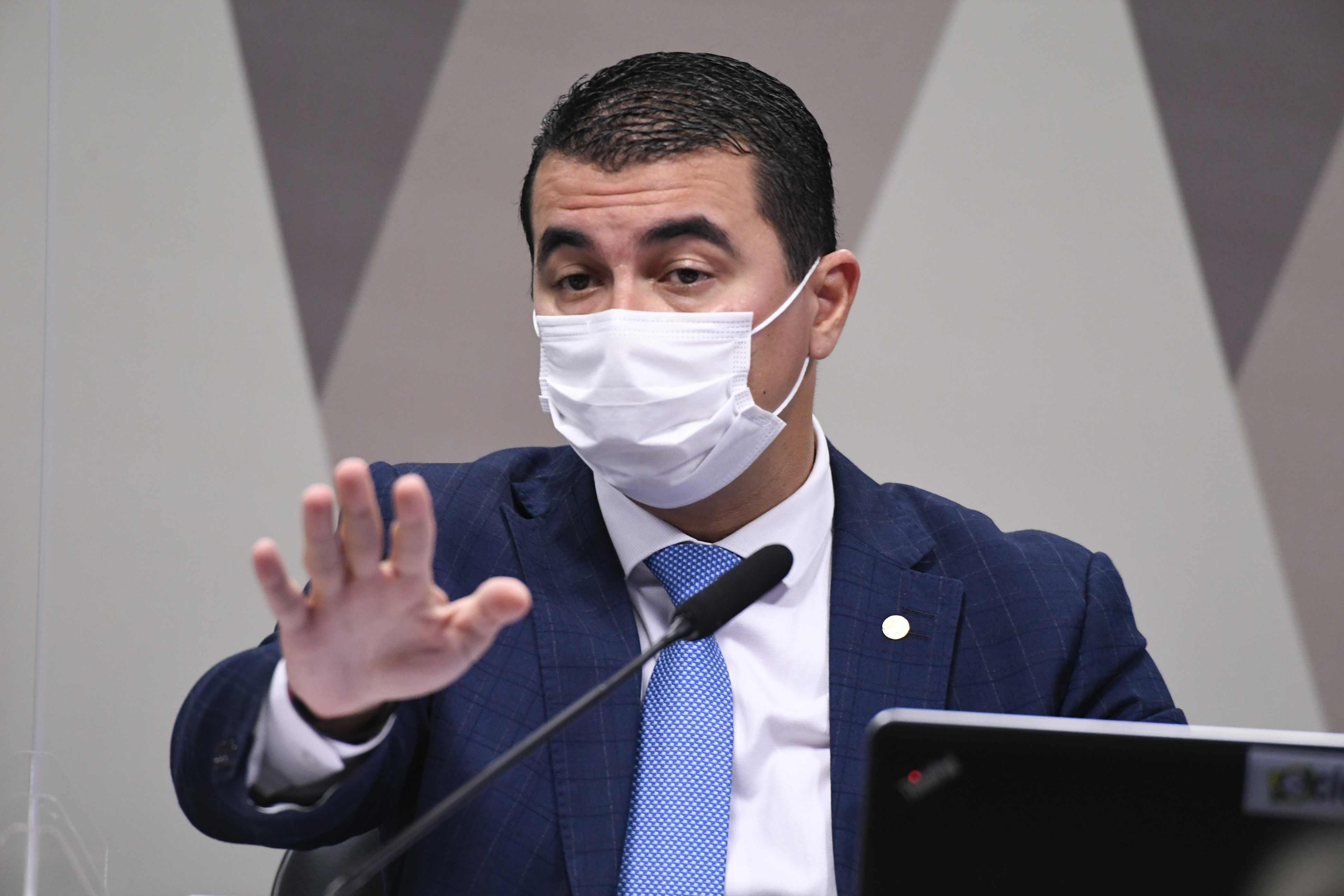
Deputado Luiz Miranda durante seu depoimento na comissão

Na sexta, 25 de junho, foram ouvidos na CPI os irmãos Luis Miranda, deputado federal (DEM-DF), e Luís Ricardo Miranda, servidor do Ministério da Saúde. A pauta do depoimento foi o  contrato de compra da vacina indiana Covaxin. Durante a oitiva, Luis Ricardo Miranda rebateu acusações de Onyx Lorenzoni. Depois de suspeitarem da compra, o deputado e o servidor alegam que teriam se reunido com o presidente Bolsonaro no dia 20 de março e teriam lhe alertado das irregularidades na compra da vacina; segundo os depoentes o presidente teria considerado a denúncia como "grave" e que a encaminharia para a policia federal; o servidor Luís Ricardo Miranda relatou que sofreu pressões para agilizar a importação das vacinas, mas a documentação de compra das vacinas estariam irregular, com falta e conflito de informações; o deputado Luis Miranda informou para a comissão que o presidente Bolsonaro teria lhe falado o nome do parlamentar envolvido por esse pressão para compra da Covaxin, mas desde o início de seu depoimento ele vinha relatando que não se recordava do nome; após ser confrontado diretamente pela senadora Simone Tebet (MDB-MS), Luis Miranda reveolou o nome do deputado Ricardo Barros (PP - PR), líder do governo na Câmara. Durante a oitiva, Luis Miranda foi agredido verbalmente pelo senador Jorginho Mello, que falando do interior de uma van em movimento, atacou o deputado, chamando-o de 'picareta' e 'vinagre'. Miranda rebateu o ataque afirmando que o senador respondera a processos por crimes contra o sistema financeiro.

### Décima semana (de 29 de junho a 1º de julho)

#### Fausto Junior
No dia 29 de junho, a CPI ouviu o deputado estadual Fausto Junior, do Amazonas, que foi relator de uma CPI que investigou crimes na saúde do estado. O deputado foi questionado por não ter indiciado ou convocado o governador Wilson Lima. O deputado indicou que tais procedimentos estavam fora da alçada da investigação e que o governador já era investigado pela policia. A explicação não convenceu os senadores e a senadora Soraya Thronicke (PSL-MS) o confrontou, afirmando que a responsabilidade de investigar os governadores é da Câmara Estadual. O senador Omar Aziz, presidente da CPI da Covid, afirmou que a decisão de não indiciar o governador do Amazonas teria relação com "interesses pessoais" de Fausto Junior: "Eu vou apontar o motivo de o deputado não ter indiciado o governador do Amazonas, e o motivo é muito grande" disse Aziz.

#### Carlos Wizard
No dia 30 de junho, o empresário Carlos Wizard foi ouvido na condição de testemunha. De posse de um habeas corpus, o empresário decidiu permanecer em silêncio. O dia foi marcado por citações bíblicas por parte de alguns senadores. Eliziane Gama contrastou a postura do empresário, em comprar vacinas pela iniciativa privada, com a trajetória de Cristo: "Jesus esteve ao lado de pobres, órfãos, viúvas e excluídos", disse a senadora. Durante o dia os senadores apresentaram diversos vídeos do empresário, dentre eles um em que Wizard ironizava a morte de cinco pessoas em Porto Feliz.

#### Luiz Paulo Dominguetti Pereira
O depoimento de Francisco Emerson Maximiano, previsto para ocorrer em 1º de julho, foi novamente adiado, depois que o cabo da PM mineira Luiz Paulo Dominguetti Pereira foi convocado em seu ligar. A convocação de Dominguetti ocorreu após uma denúncia que ele teria feito ao jornal Folha de S.Paulo segundo a qual teria sido feito um pedido de propina no valor de 1 dólar por dose na compra de 400 milhões de doses da vacina da AstraZeneca contra a COVID-19. Em seu depoimento, o militar, que se apresenta como "empresário", confirmou que representou a empresa Davati Medical Supply nas negociações da vacina da AstraZeneca com o Ministério da Saúde.
Ele relatou que o pedido de propina foi feito por Roberto Ferreira Dias, ex-diretor do Departamento de Logística em Saúde da Secretaria Executiva do Ministério da Saúde, pelo coronel Marcelo Blanco, ex-assessor do Departamento de Logística do Ministério da Saúde, e por Élcio Franco, ex-secretário-executivo do Ministério da Saúde. A deputada federal Natália Bonavides (PT-RN) encaminhou ao STF um pedido de apuração de suposto delito de associação criminosa, corrupção passiva e advocacia administrativa por parte de Dias. Diante do escândalo, Dias foi exonerado.
O suposto pedido de propina teria ocorrido em um restaurante num shopping de Brasília, em um jantar durante o qual negociavam 400 milhões de doses da vacina da AstraZeneca. Na época, 25 de fevereiro de 2021, o preço de mercado era de 3,50 dólares por dose e Dias teria pedido 1 dólar adicional, como propina, por dose. Dominguetti não soube explicar como a Davati entregaria as vacinas e apontou a responsabilidade a Herman Cárdenas, dono da empresa.
Dominguetti revelou que o reverendo Amilton Gomes de Paula foi o contato dele com o Ministério da Saúde. No dia 22 de fevereiro de 2021, o reverendo se reuniu com Dominguetti e o oficial da força aérea Hardaleson Araújo de Oliveira.
Durante seu depoimento, Dominguetti chegou a relatar que parlamentares procuraram o CEO da Davati no Brasil, Cristiano Alberto Carvalho, para intermediar a compra de vacinas, o depoente chegou a reproduzir um áudio do deputado Luis Miranda o mesmo que prestou depoimentos a CPI uma semana antes, o áudio seria sobre a negociação de algum produto com Cristiano, Dominguetti não conseguiu afirmar se as negociações eram sobre vacinas ou não, o relator Renan Calheiros pediu a apreensão do aparelho celular do vendedor para averiguação, o deputado Luis Miranda chegou a dar uma coletiva e conversou com o presidente da comissão Omar Aziz juntamente dos senadores Bezerra e Marcos do Val, fora da CPI e afirmou que o áudio estava adulterado, pois se tratava de negociações feitas em 2020 sobre compra de luvas, após a constatação da adulteração Dominghetti afirma que não sabia que ele estava editado o áudio que Cristiano Carvalho lhe enviou.

### Décima-primeira semana (De 6 a 9 de julho)

#### Regina Célia Silva Oliveira
No dia 6 de julho, a fiscal de contrato Regina Célia Silva Oliveira, do Ministério da Saúde, depôs. Ela foi indicada para a função pelo deputado federal Ricardo Barros, mas negou conhecê-lo. Durante o depoimento foi questionada por ter aprovado o contrato da vacina indiana Covaxin. Em resposta, a fiscal disse que "não achou nada atípico". Quanto ao invoice (nota fiscal) contar com o nome de uma terceira empresa, a Madison Biotech, de Singapura, para receber o dinheiro, a fiscal atribuiu a responsabilidade ao setor de importação por não ter apontado esse erro.

#### Roberto Ferreira Dias

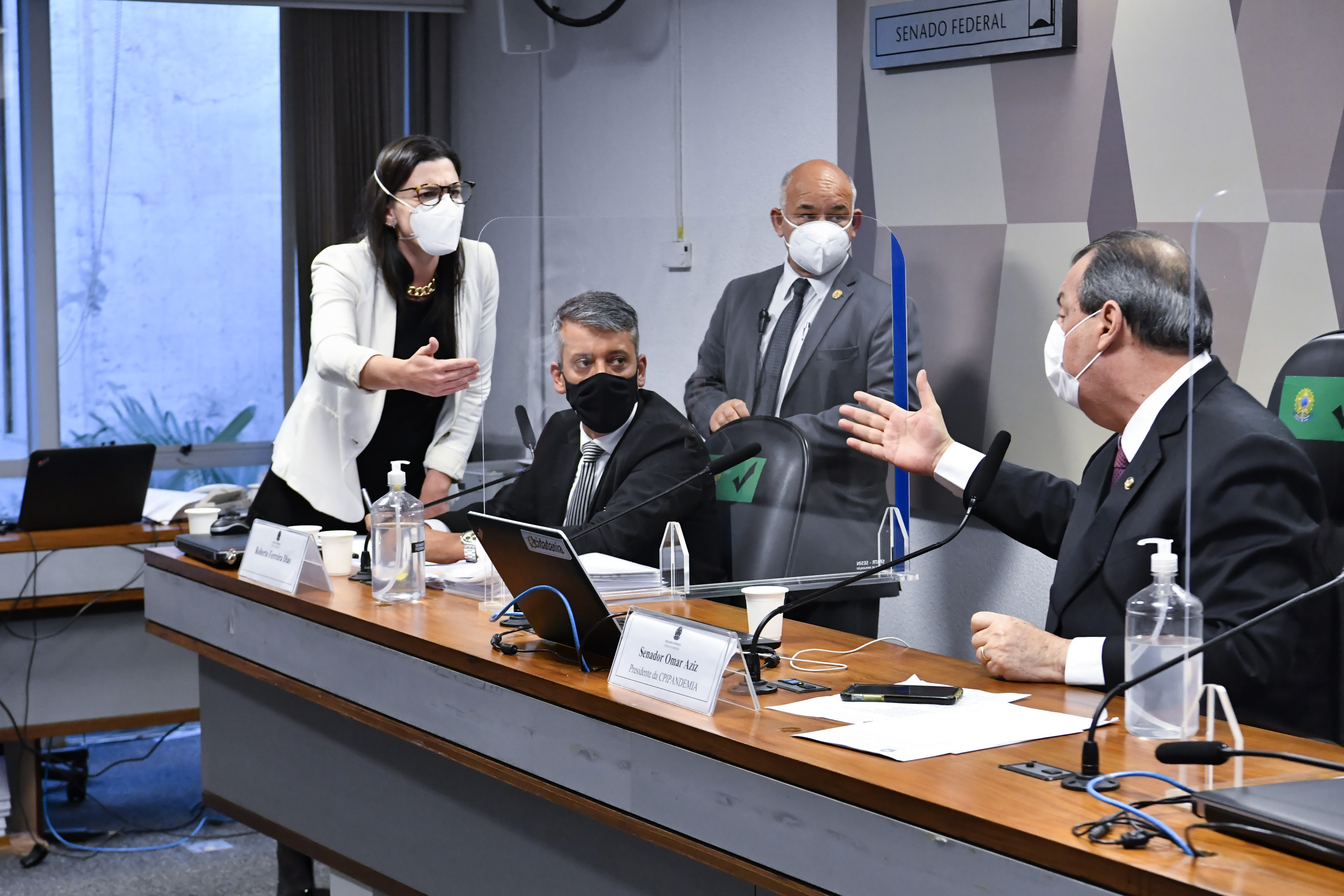
O presidente da CPI, senador Omar Aziz, dá voz de prisão a Roberto Ferreira Dias

No dia 7 de julho, o ex-diretor de Logística do Ministério da Saúde Roberto Ferreira Dias foi ouvido pelos senadores. No seu depoimento, Dias revelou que não negociava vacinas e que a responsabilidade era do secretario executivo Élcio Franco. Quanto ao encontro com Dominghetti, em que vacinas teriam sido negociadas, Dias negou tê-lo convidado. O presidente da CPI, senador Omar Aziz, pediu a prisão do depoente por falso testemunho (perjúrio), alegando ter provas suficientes de que o encontro de Dias com Dominghetti fora planejado. Às 23h desse dia, Roberto Dias acabou sendo liberado após pagar uma fiança de mil e cem reais.

#### Franciele Francinato
No dia 8 de julho Franciele Francinato, ex-coordenadora do Plano Nacional de Imunização (PNI), depôs como investigada. Durante o depoimento, o relator da CPI, senador Renan Calheiros, mudou a condição de Franciele de investigada a testemunha. A servidora explicou que o plano de imunização "não consegue fazer uma campanha exitosa sem vacinas e sem comunicação, sem uma campanha publicitária efetiva". O senador Alessandro Vieira questionou quais outros motivos a fizeram pedir demissão do cargo. Ela relatou que a pressão de diversos municípios para alterar a ordem dos grupos prioritários "trouxe uma dificuldade para a campanha".
A ex-coordenadora revelou que a Secretaria Executiva do coronel Élcio Franco negou a inclusão no PNI das população privada de liberdade. A então coordenadora do PNI relatou ainda que "se for tirado, vai sair sem o aval oficial do programa" e “quem pediu para tirar o grupo de privação de liberdade foi o coronel Élcio”. Quanto à compra de vacinas, o primeiro pedido do PNI foi em 19 de junho de 2020, relatando que não limitava o fornecedor da vacina somente requisitou "resultados satisfatórios e aprovação pela Anvisa". Entretanto, completou que a negociação acontecia na secretaria executiva do Élcio. Quanto ao governo ter aderido ao quantitativo mínimo de 10% no consorcio Covax, a coordenadora do PNI relatou ter pedido um quantitativo maior de vacinas do que acertado; disse "tinha necessidade de vacinar dentro dos cenários ou 55% da população até 95%, num cenário de incerteza". Na época, Franciele questionou a secretaria executiva e Élcio Franco respondeu que "não tem como colocar todos os ovos na mesma cesta".

#### William Amorim Santana
No dia 9 de julho a CPI ouviu William Amorim Santana, consultor técnico do setor de importação do Ministério da Saúde. Anteriormente na CPI, a servidora do ministério Regina Célia apontara que fora William quem apontou as divergências entre a invoice e o contrato da Covaxin. William confirmou que viu erros nas invoices e que pediu a correção.

### Décima-segunda semana (de 13 a 15 de julho)

#### Emanuela Medrades
Em 13 de julho de 2021, a representante da Precisa Medicamentos Emanuela Medrades compareceu a CPI do Coronavírus, mas ela ficou calada durante toda a sessão, alegando que a própria já fez depoimentos a polícia Federal. O presidente da CPI Omar Aziz suspendeu a oitiva temporariamente e o presidente do STF Luiz Fux afirmou que a depoente só pode ficar em silêncio por perguntas que possam constrangê-la.
Na noite do mesmo dia, a sessão é retomada e novamente Emanuela não respondeu as perguntas dos senadores. O presidente da CPI então remarcou para 14 de julho a volta dela a comissão. Ela alegou exaustão e cansaço.
No dia 14, Emanuela negou que o contrato com a Bharat Biotech tenha começado a ser fiscalizado com atraso e informou que somente as primeiras datas foram cumpridas; entretanto, ela entrou em contradição. Regina Célia, já interrogada na comissão, afirmou que ela só intermediou a fiscalização do contrato da COVAXIN em 22 de março. Já Medrades, disse que ela acompanhara bem antes, no dia 3 de março.
Na sessão, Medrades negou que a Precisa tenha ofertado o valor de US$ 10 por dose de vacinas, e que o Ministério da Saúde optou por pagar US$ 15 por dose. No contrato assinado pelo governo, as 20 milhões de doses não foram entregues, nada foi pago e o contrato foi suspenso temporariamente. Ela também disse que a primeira invoice da vacina COVAXIN foi enviada com o pagamento antecipado, pois era um padrão que a fabricante Bharat praticava no mundo inteiro. A vacina foi a mais cara contratada pelo governo até agora. Sobre as negociações da vacina, Emanuela disse que tratou com Élcio Franco "a maioria das tratativas". Ainda no interrogatório disse que a entrega do documento foi feita no dia 22 de março, cuja informação contradiz a fala dos irmãos Miranda e William Amorim, que informaram a data ser no dia 18 de março e a de Onyx Lorenzoni, que informara ser no dia 19. Ela sugeriu uma acareação.

#### Cristiano Carvalho
Em 15 de julho Cristiano Carvalho, representante da Davati Medical Supply, depôs na CPI da COVID-19 como testemunha. Ele disse que o "vendedor das vacinas", o policial Luiz Paulo Dominghetti, o procurou em janeiro deste ano para tratar sobre o tema. Ele também disse que não conhecia Dominghetti até então. Esta versão contradiz com a do policial, que afirmara na CPI que o Cristiano o procurara primeiro.
Cristiano negou um suposto pagamento de propina à Davati para aquisição das vacinas. Havia dito que "foi uma oportunidade pela questão das vacinas" e induzido por Dominghetti, "embarcou naquela jornada". Ele também disse que partiu do coronel Blanco a negociação da compra de 400 milhões de doses da Oxford/AstraZeneca através de um "comissionamento".
Ainda durante a mesma oitiva, Carvalho afirmou que pelo menos 8 pessoas intermediaram a negociação das vacinas. Na lista divulgada à CPI, 6 são militares. Ele relatou também a reunião do Ministério da Saúde intermediada pelo reverendo Amilton Gomes de Paula (dono da Secretaria de Assuntos Humanitários) e pelo coronel Hélcio Bruno (do Instituto Força Brasil) As empresas listadas são privadas e estas pessoas não têm cargos públicos.

### Recesso parlamentar
Durante o fim da oitiva do dia 15 de julho o vice-presidente da Comissão, Randolfe Rodrigues, anunciou que a CPI entraria no recesso parlamentar e retornaria com as investigações no dia 3 de agosto, inicialmente o presidente da comissão Omar Aziz era contra o recesso no congresso mas seu pedido não foi atendido e de acordo com o regimento, a comissão não pode continuar com sessões durante o recesso. Durante o recesso um grupo de senadores abriram linhas de investigações para analisar os documentos em posse da Comissão, até aquele momento se tinha quase 2 mil documentos totalizando dois terabytes de dados. Os parlamentares se dividiram da seguinte forma para analisarem os documentos:
- O caso da compra da vacina Covaxin seria analisada por um dos grupos de suspeita de corrupção na investigação.
- O núcleo comandado por Randolfe Rodrigues ficou com a investigação sobre atuação de intermediários na compra de vacinas contra o corona vírus.
- Humberto Costa e possivelmente com Simone Tebet ficaram com as investigações sobre as irregularidades administrativas dos hospitais federais do Estado do Rio de Janeiro e seus contratos e vínculos com outras organizações, o senador Humberto também ficou responsável pelas investigações dos ganhos das empresas e farmacêuticas com medicamentos com ineficácia comprovada contra a covid.
- O relator da Comissão Renan Calheiros, e o senador Alessandro Vieira analisaram as investigações sobre o negacionismo do governo e o descaso com a pandemia, juntamente com a divulgação de fake news..
- Eliziane Gama ficou com as investigações sobre as denuncias de corrupção da empresa de logistica VTCLog responsável pela logística do ministério da saúde para a distribuição de vacinas da Covid.
- O senador Otto Alencar ficou responsável por um sub grupo que analisou sobre o aplicativo TrateCov, o descaso do governo federal na compra de vacinas, o incentivo a humanidade de rebanho, a crise de oxigênio em manaus além de investigar o negacionismo durante a pandemia.

### Décima-terceira semana (de 3 a 5 de agosto)

#### Amilton Gomes de Paula
Após o recesso, os trabalhos foram retomados no dia 3 de agosto. O depoente deste dia era o reverendo Amilton Gomes de Paula, fundador da ONG (organização não governamental) Secretaria Nacional de Assuntos Humanitários (Senah), Amilton estaria envolvido na intermediação na venda de 400 milhões de doses da AstraZeneca para a Secretaria de Saúde do Brasil, segundo o depoimento de Dominghetti.
Amilton declarou que que não estava negociando vacinas mas estava indicando quem poderia ter para vender, ele também fala que acreditava que a Davati possuía doses do imunizante pra pronta-entrega. Amilton seria quem levou Dominghetti a se encontrar com oficiais do ministério da saúde, Dominghetti se apresentou como representante da Davati Medical Supply e possuía quatrocentos milhões de doses da vacina a pronta-entrega no valor de 3,97 dólares a dose, Amilton entrou em contato com o ministério da saúde para agendar uma reunião, segundo o reverendo, ele entrou em contato com o presidente da Davati Herman Cardenas e ele teria informado que as doses teria aumentado para o valor de 17,95 dólares por dose, e depois para 11 dólares, mas segundo Cardenas, a única proposta feita ao ministério da saúde foi no valor de 10 dólares, além de declarar que Amilton ou Dominghetti nunca foram representantes da Davati.

#### Marcelo Blanco
Em 4 de agosto de 2021, foi a vez do ex-assessor do departamento de logística do Ministério da Saúde coronel Marcelo Blanco depor na CPI da COVID-19 como testemunha. coronel Blanco seria quem levou Dominghetti para um jantar num shopping no dia 25 de fevereiro para se encontrar com até então diretor de Logística do ministério, Roberto Ferreira Dias, Blanco negou o pagamento de propina feito pela Davati e disse que apenas tentou viabilizar uma "agenda oficial" de Dominghetti no ministério da Saúde, onde não facilitaram as negociações. Também disse que apenas forneceu dados de contatos oficiais para estabelecer uma ponte entre Dominghetti, Cristiano Carvalho e o ministério, segundo Blanco, as tratativas com Dominghetti seriam para a compra de vacinas para o setor privado, apesar de ter sido exonerado de seu cargo no ministério em 19 de janeiro, Blanco trocava mensagens com Dominghetti no dia 23 de fevereiro referente a compra de vacinas ao setor privado, o jantar onde Blanco e Dominghetti se encontrariam com Roberto dias onde foi pedido 1 dólar de propina por vacina ocorreu no dia 25 de fevereiro, jantar esse não combinado anteriormente, Blanco sabia que Dias estaria no shopping para "tomar um chopp com um amigo" e apareceu por lá junto com Dominghetti.
Houve uma discussão entre o presidente da CPI Omar Aziz e Marcos Rogério e a sessão fora interrompida. Logo depois, o deputado federal Reinhold Stephanes Júnior invadiu a sessão e gravou parte da oitiva nas redes sociais. Randolfe Rodrigues acionou a Polícia Legislativa por considerar que o deputado desacatou a CPI.

#### Airton "Cascavel"
No dia 5 de agosto de 2021, foi a vez de Airton Antônio Soligo (mais conhecido como Airton "Cascavel") depor na CPI da COVID-19 como testemunha. Na oitiva, Airton disse sobre a aquisição das vacinas da Pfizer e da Janssen deveriam ser adquiridas à revelia com restrições orçamentárias ou burocráticas, o ex-assessor procurou não falar muito sobre o ex-ministro Eduardo Pazuello nem criticá-lo, apesar desta declaração.
Sobre a negociação das vacinas, Airton confirmou que foi o intermediador da aquisição das primeiras 46 milhões de doses da CoronaVac durante uma reunião entre a Fundação Butantan e o ministério da Saúde, mas negou que tenha feito negociação das vacinas. Também disse que nunca respondeu as mensagens enviadas por Luiz Paulo Dominghetti.
Airton foi questionado por Randolfe Rodrigues sobre mensagens enviadas de Pazuello para que aliados procurassem o ex-assessor para checar disponibilidade de um voo. Ele negou que tenha viajado com o deputado federal Luís Miranda (DEM-DF) durante este voo comercial feito pelo ministério. O ex-assessor também negou conversas entre Pazuello e Miranda no voo de volta a Brasília.

### Décima-quarta semana (de 10 a 13 de agosto)

#### Helcio Bruno de Almeida
Em 10 de agosto de 2021, foi a vez do coronel da reserva Helcio Bruno, presidente do Instituto Força Brasil, depor à CPI da COVID como testemunha. Na oitiva, ele negou que tenha presenciado qualquer vantagem indevida na cúpula do Ministério da Saúde. Helcio confirmou ter estado em uma reunião com a Davati no Ministério, em que 10 pessoas teriam estado presentes, e que seu intuito era intermediar a negociação de vacinas para o setor privado por meio de seu instituto.
Porém, durante grande parte do interrogatório, o coronel permaneceu em silêncio e não respondeu sobre seu vínculo com a Davati. Ele falou sobre a "grande preocupação" com a crise sanitária e defendeu a atuação do instituto em negociações de vacinas. Mas os senadores mostraram vídeos do coronel negando a eficácia das vacinas e ironizando membros da CPI. Ainda segundo Bruno, o reverendo Amilton foi até a sede do instituto e falou do interesse da Davati em adquirir vacinas. Depois, a agenda foi compartilhada entre os envolvidos.

#### Jailton Batista
Em 11 de agosto de 2021, Jailton Batista, diretor da Vitamedic, depôs à CPI como testemunha. Ele confirmou que a empresa pagou campanhas publicitárias em mídias no valor de R$ 717 mil para a associação Médicos Pela Vida divulgar informações não comprovadas cientificamente sobre a ivermectina, medicamento esse que é um vermicida, que compõe um coquetel de fármacos intitulado "Kit Covid" medicamentos esses que não tem eficácia comprovada contra a COVID-19. Batista disse que não ter feito negociações com o governo federal para a venda do vermicida, mas confirmou que o Mato Grosso do Sul comprou 350 mil unidades do laboratório. Também alegou que nenhum executivo da empresa se reuniu com representantes do governo federal, ou do chamado gabinete paralelo.
Jailton confirmou que a Vitamedic teve lucros exorbitantes com a venda do vermicida e admitiu aos integrantes que reajustou o valor do produto devido à alta procura. Segundo informações, os lucros chegaram a 600%. Os senadores do chamado G7 criticaram a atuação do laboratório em não conduzir estudos clínicos sobre a ivermectina. Vídeos do presidente Jair Bolsonaro defendendo o uso do vermicida foram divulgados durante a oitiva de Batista, que disse desconhecer a influência da empresa nas indicações do presidente, e que os vídeos teriam sido divulgados de forma "espontânea".

#### Ricardo Barros
Em 12 de agosto de 2021, foi a vez de o deputado federal Ricardo Barros (PP-PR), líder do governo na Câmara, depor à CPI da Covid, como convidado. Barros negou envolvimento com negociações da compra da vacina indiana Covaxin, negou que o presidente Jair Bolsonaro o tivesse acusado de envolvimento no esquema irregular de aquisição do imunizante, negou que tivesse relações pessoais com Francisco Maximiano, dono da Precisa Medicamentos, e negou também que tivesse indicados no Ministério da Saúde.
Os senadores fizeram, durante a oitiva de Barros, um minuto de silêncio em homenagem ao ator Tarcísio Meira, que faleceu aos 85 em função de complicações após ser internado com COVID-19 na semana anterior. A notícia da morte de Meira foi divulgada durante a abertura da sessão.
Depois de a sessão ser interrompida por conta de bate-boca entre integrantes, Barros acusou levianamente que a "CPI afastou vendedores das vacinas". O presidente da CPI, Omar Aziz, reagiu à declaração e disse que integrantes do governo queriam tirar proveito nas negociações das vacinas.
Depois de uma segunda interrupção, Aziz suspendeu a sessão e reverteu a condição de Barros a "convocado", o que significa que ele deverá voltar a depor, mas dessa vez em condição que não lhe permite mentir. Barros acusou a CPI de "construir narrativas para incriminar o governo". Segundo ele, "como não teriam conseguido obter sucesso na empreitada, suspenderam a sessão". O vice-presidente da CPI, senador Randolfe Rodrigues, foi ao Supremo Tribunal Federal para pedir esclarecimentos sobre o que fazer caso depoentes venham a mentir no interrogatório.

### Décima-quinta semana (de 17 a 19 de agosto)

#### Alexandre Costa Marques
Em 17 de agosto de 2021 foi a vez de Alexandre Costa Marques, auditor afastado do Tribunal de Contas da União, depor na CPI como testemunha. Ele admitiu que foi o autor de um estudo falso sobre supernotificação de mortes por COVID-19. No dia 7 de junho, Jair Bolsonaro utilizou os dados fraudulentos durante uma live semanal para afirmar que houve uma supernotificação de mortes na pandemia. Contudo, o TCU não reconheceu a autoria do documento e afastou o então auditor. Segundo o vice-presidente da CPI Randolfe Rodrigues (REDE-AP), houve crime de responsabilidade e crime comum das partes envolvidas.
O autitor afastado negou que o documento era definitivo, e dissera que era apenas "preliminar" e também disse que o pai dele, coronel da reserva Ricardo Marques que enviara o documento ao presidente por WhatsApp. Naquela época, o TCU rejeitou o documento proposto por Marques, pois a Corte negou que houve um "conluio" para super notificar as mortes.

#### Túlio Silveira
Em 18 de agosto foi a vez de Túlio Silveira, advogado da Precisa Medicamentos, depor na CPI como testemunha. Durante quase toda a sessão, o depoente ficou em silêncio. Nas poucas palavras que dirigiu aos senadores, disse que era o responsável pelas questões jurídicas que envolveram a vacina COVAXIN. Renan Calheiros, então, mostrou um vídeo sobre o advogado defendendo o Kit Covid. Por causa do silêncio, Silveira agora foi declarado como "investigado" pela comissão.

#### Francisco Maximiano
Em 19 de agosto foi realizada a oitiva de Francisco Maximiano, dono da Precisa Medicamentos, o STF concedeu ao empresário um habeas corpus garantindo-lhe o direito de não responder perguntas que podem incrimina-lo, Maximiliano chegou a realizar um pedido de não comparecimento à CPI, mas a ministra do STF Rosa Weber negou o pedido, após um atraso devido a votação de 187 requerimentos do dia entre eles as quebras de sigilo fiscais do deputado Ricardo Barros, líder do governo Bolsonaro na câmara de deputados e do advogado do presidente Jair Bolsonaro, Frederick Wassef. Maximiano iniciou seu depoimento afirmando que utilizaria do silencio parcial lhe concedido pelo STF, resultando em não responder algumas perguntas realizadas pelo relator da CPI. algumas das perguntas respondidas foram que ele conhecia o deputado Ricardo Barros e que a Precisa Medicamentos possui contrato com o Ministério da saúde referente ao fornecimento de preservativos femininos. o empresário relatou que as relações com o laboratório indiano Bharat Biotech iniciaram-se em setembro de 2020, Maximiliano informou sobre o contrato relacionado a compra das vacinas Covaxin, o contrato previa pagamento direto para a farmacêutica ao ser questionado o porque a Precisa estava listada para receber os pagamento ele não quis responder.
Maximiano afirmou durante depoimento que a emenda sugerida por Ricardo Barros na , referente a utilização por parte da Agência Nacional de Vigilância Sanitária (Anvisa), das aprovações sanitárias da Índia, o empresário relatou que não ocorreu nenhum contato prévio com Barros e que o interesse pela emenda era geral pela empresa mas o senador Randolfe Rodrigues (REDE-AP), exibiu a ata de uma reunião no Ministério da Saúde, realizada em 12 de janeiro de 2021, que contou com a participação de Francisco Maximiano, de acordo com o registro do ministério, o empresário sugeriu incluir no texto a agência reguladora indiana, facilitando assim a importação da vacina Covaxin.

### Décima-sexta semana (de 24 a 26 de agosto)

#### Emanuel Catori
Em 24 de agosto de 2021, foi a vez de Emanuel Catori, diretor-presidente da Belcher Farmacêutica depor na CPI como testemunha.
Catori negou que a empresa tenha fechado negociações com o ministério da Saúde porém, firmara uma "carta de intenções" com a possibilidade de 60 milhões de doses a adquirir. Também negou que Carlos Wizard, Luciano Hang e Ricardo Barros tenham feito negociações sobre as tratativas da vacina.
Sobre as negociações com o governo de Brasília, Catori disse que firmou um contrato com a venda de máscaras a secretaria de saúde do distrito, mas negou que estivesse envolvido com venda de testes rápidos. Perguntado sobre a denúncia do Ministério Público, ele ficou em silêncio.

#### Roberto Pereira Ramos Jr.
Em 25 de agosto, foi ouvido na CPI o presidente da FIB Bank Roberto Pereira Ramos Jr. Ele disse que não poderia responder sobre as denúncias citadas, pois na época não estava na empresa. Disse também que a instituição (que não é banco ou correspondente bancário) pertence a duas empresas, com um capital declarado e somado de R$ 7,5 bilhões.
A CPI investiga se o verdadeiro dono da empresa é o advogado Marcos Tolentino, amigo de Ricardo Barros. Tolentino é advogado da Guassu e tem autorização para atuar pela empresa e pelo FIB Bank. O endereço e o telefone do escritório de Tolentino são os mesmos da Guassu.

#### José Ricardo Santana
Em 26 de agosto, foi a vez do empresário José Ricardo Santana depor na CPI. Durante toda a sessão, o depoente ficou em silêncio e nas poucas palavras, Santana disse não lembrar de seu salário durante sua atuação na (Anvisa), afirmou que foi convidado para o Ministério da Saúde para trabalhar sem receber salário e, mesmo com um áudio divulgado na oitiva, onde comprovou uma reunião com a oncologista Nise Yamaguchi, disse não ter proximidade com ela. Disse também que desconhece assuntos tratados na reunião com a médica. Neste áudio enviado a Marconny Faria, Santana falava de uma reunião com a médica para a realização de encontro para a intenção de compra dos testes rápidos por um "plano" e apresentou ao Governo Federal. Ele disse desconhecer qualquer parte deste plano.

### Décima-sétima semana (de 31 de agosto a 2 de setembro)

#### Ivanildo Gonçalves
Em 1 de setembro foi a vez de Ivanildo Gonçalves, motoboy da VTCLog depor na CPI como testemunha. 
Antes da oitiva, o ministro do STF Kássio Nunes Marques deu um salvo-conduto a testemunha para que ela não comparecesse a comissão, porém o motoboy foi pessoalmente ao Senado. No depoimento, ele disse que entregou um pen drive no 4° andar do prédio do ministério da Saúde, onde fica o Departamento de Logística, mas disse não lembrar para quem entregara o aparelho nem a data do encontro. Também disse aue não conhecia o ex-diretor de Logística Roberto Dias, 

Também no depoimento, Ivanildo disse que sempre entregava faturas da VTCLog ao ministério e falou que ia de sala em sala para entregá-las 
Durante a sessão, a CPI autorizou a quebra do sigilo fiscal, bancário, telefônico e telemático de Ivanildo por ter sido orientado por advogados a não entregar o celular.

#### Francisco Araújo
Em 2 de setembro, foi a vez de Franciso Araújo ex-secretário de Saúde do Distrito Federal depor na CPI como testemunha. Ele se defendeu das acusações que imputam contra ele, quando foi preso pela Polícia Federal durante uma operação em 2020. Ele negou que estivesse envolvido num esquema de fraudes em compra de testes rápidos, negou que tivesse alguma relação com a Precisa Medicamentos e negou que sua indicação ao cargo de secretário tenha sido política. 

### Décima-oitava semana (de 14 a 16 de setembro)

#### Marcos Tolentino
Em 14 de setembro, foi a vez de Marcos Tolentino (sócio-majoritário da RBTV) depor na CPI como testemunha. Ele durante toda a sessão utilizoui a prererogativa do direito de ficar calado. Nas poucas declarações feitas, negou atuação em trâmites do contrato da vacina Covaxin, porque estava internado com COVID-19 neste período. Também negou ser o dono ou sócio da FIB Bank, mas quando perguntado sobre quem era o sócio-majoritário da empresa, não quis se manifestar. Perguntado se conhecia Ricardo Barros, Tolentino disse que "eram amigos de longa data" e perguntado se conhecia Francisco Maximiano, disse que as relações com ele erm somente "profissionais" mas negou representar a Precisa Medicamentos. Ele admitiu, porém sem dar muitos detalhes de quem eram os demais sócios, ser integrante da Brasil Space Air Log, uma empresa ligada a FIB Bank. Ele também não disse se a Space Air tem ligações com outra empresa investigada, a Pico do Juazeiro.

#### Marconny Faria
Em 15 de setembro foi a vez de Marconny Faria (suspeito de ser o suposto lobista da Precisa Medicamentos) depor na CPI como testemunha. Ele confirmou conhecer Jair Renan Bolsonaro, filho do presidente Jair Bolsonaro e também confirmou que o orientaou a fundar uma empresa de influenciação digital e que apresentara um colega tributarista para auxiliar na sua abertura. Também admitiu que teve contato com a Precisa por 30 dias, mas negou na CPI que negociava vacinas. Nas conversas, obtidas por quebra de sigilo, disse que tinha como objrtivo a negociação de testes rápidos para identificação da COVID-19 e que não participou da análise do edital, já que segundo ele, o ministério da Saúde optou opela testagem por outros meios. Ele também negou ser lobista. Na sessão, Faria foi questionado várias vezes sobre quem seria o senador que supostamente, facilitara a aquisição destes testes rápidos, mas ele disse desconhecer esta suposta pessoa.

### Décima-nona semana (de 21 a 23 de setembro)

#### Wagner Rosário
Em 21 de setembro foi a vez de Wagner Rosário, ministro da Controladoria-Geral da União depor na CPI como testemunha.
O ministro negou que tenha cometido crime de prevaricação ao só abrir inquérito sobre o contrato da Precisa em agosto de 2021. Contrariando declarações feitas pelo Tribunal de Contas da União e pelo Ministério Público Federal, ele ratificou dizendo que a Controladoria-Geral não encontrou irregularidades no contrato já desfeito pelo Ministério da Saúde. Os senadores questionaram Wagner do porquê o órgão não recomendara a suspensão parcial do contrato. Ele então, questionou se a CPI possuia estes documentos que ordenavam prosseguir com o processo.
Wagner disse, ao ser perguntado por senadores sobre o porquê da CGU tentar coibir supostas ações incondutórias de servidores, que não, porque o órgão não realiza relatórios em relação a pessoas físicas, mas, a fatos e a processos.
Durante a sessão, o presidente da CPI Omar Aziz esqueceu o microfone ligado e foi flagrado dizendo "petulante pra caralho", referindo-se ao ministro da CGU.
Ainda durante a sessão, houve bate-boca e um princípio de confusão ocorreu na mesa da comissão após Rosário chamar a senadora Simone Tebet de "desequilibrada". Tebet havia perguntado ao ministro por que o órgão havia "passado-pano" sobre as denúncias já adquiridas pela CPI, MPF e TCU. Alguns senadores, chamaram Rosário de "moleque" e "machista". Horas depois, numa publicação no Twitter, o ministro se desculpou pelo que disse. Apesar disto, a CPI o tornou investigado.

#### Pedro Benedito Batista Júnior
Em 22 de setembro, foi a vez de Pedro Benedito Batista Júnior (diretor da Prevent Senior) depor na CPI como testemunha. Ele negou que a empresa tenha ocultado mortes por COVID-19, rebateu acusações sobre ter feito testes clínicos com o Kit Covid e acusou médicos vinculados a empresa, por divulgar conteúdos confidenciais.
O diretor, porém confirmou que a prestadora de serviços alterava a Classificação Estatística Internacional de Doenças e Problemas Relacionados com a Saúde (CID) daqueles que tinham Covid internados depois de 14 dias, variando os casos de cada um. Segundo ele, a medida servia para identificar pacientes que não tinham sintomas ou riscos de contágio. Mas os senadores chamaram esta citação de subnotificação de casos e mortes.

#### Danilo Trento
Em 23 de setembro, foi depor a CPI do Coronavírus Danilo Trento (diretor institucional da Precisa Medicamentos). Durante quase toda a oitiva, Trento não quis se manifestar sobre as perguntas dos senadores. Nas poucas palavras ditas, disse conhecer o senador Flávio Bolsonaro, mas que não possuia estreitas relações. Também disse que era amigo pessoal de Francisco Maximiano, dono da Precisa e disse conhecer Marconny Faria, dizendo que o encontrara "poucas vezes" e que nunca fora contratado pela empresa. Sobre Roberto Dias apenas disse que o conhecia. Devido as poucas declarações, Danilo foi declarado como investigado pela CPI.
Também durante a sessão, houve um princípio de confusão e ofensas proferidas pelo relator da CPI, senador Renan Calheiros e pelo titular da comissão, senador Jorginho Mello.

### Vigésima semana (de 28 a 30 de setembro)

#### Bruna Morato
No dia 28 de setembro, foi a vez da advogada Bruna Morato (Que representa funcionários e ex-funcionários supostamente coagidos pela Prevent Senior) depor na CPI como testemunha. Ela afirmou que houve um pacto de médicos defensores do Kit Covid principalmente membros do gabinete paralelo para validar o uso destes fármacos (em especial, a hidroxicloroquina), comprovadamente ineficazes no tratamento da COVID-19; com a garantia de tentarem evitar lockdowns nos estados. Também segundo a advogada, cada médico tinha uma função específica dentro deste acordo. Para o já falecido Anthony Wong, cabia "desenvolver um conjunto medicamentoso atóxico", para Nise Yamaguchi, cabia informar sobre "supostos resultados conclusivos a respeito da imunidade das pessoas" e para Paulo Zanotto, era sobre a "disseminação nas mídias sobre as prescrições médicas destes medicamentos".
A advogada afirmou que a distribuição gratuita dos medicamentos do Kit-covid, não era algo que a Prevent Senior fazia antes da pandemia e nem realizava a distribuição de outros medicamentos gratuitamente, contradizendo o que o diretor da operadora, Pedro Benedito Batista Júnior, afirmou para a CPI em seu depoimento.
Ainda durante o depoimento, a advogada afirmou que os médicos divulgavam aos pacientes sobre os teses clínicos, mas que a empresa não informava as famílias, deduzindo que estes pacientes eram usados como "cobaias" e que os os termos de compromisso, segundo ela, tinham informações genéricas e paciente idosos não eram informados dos riscos dos medicamentos. A advogada declarou também que médicos trabalhavam na empresa infectados com a COVID-19.
A advogada revelou que a Prevent Senior e o Governo Federal atuaram juntos na divulgação da desinformação referente ao tratamento precoce, além de terem a proteção de não sofrerem nenhuma fiscalização referente aos seus experimentos e falsos estudos por estarem atuando junto ao gabinete paralelo

#### Luciano Hang
No dia 29 de setembro, o depoente foi o empresário Luciano Hang, suspeito de financiar a divulgação de notícias falsas sobre tratamentos ineficazes contra a COVID-19 e participar de um "gabinete paralelo". Logo na abertura dos trabalhos, Hang foi autorizado a mostrar um vídeo institucional da Havan. A exibição rendeu críticas de colegas ao presidente da CPI, Omar Aziz, sob alegações de que o depoente teria tido permissão para fazer propaganda de sua empresa. Pouco depois, com a temperatura elevada pelas discussões, Aziz teve a autoridade questionada.
O empresário dono da rede varejista Havan, foi evasivo e driblou perguntas feitas pelos senadores sobre a operadora de saúde Prevent Senior —sob suspeita de uma série de irregularidades, inclusive de ter ocultado inicialmente a morte da mãe de Hang por COVID-19— e o presidente Jair Bolsonaro. O empresário admitiu possuir "duas ou três" contas bancárias no exterior, além de offshores em paraísos fiscais — sob a justificativa de tentar se proteger de variações bruscas do dólar. Afirmou, porém, que seu patrimônio é legal e negou financiar a disseminação de notícias falsas sobre a pandemia. O presidente da CPI, porém, afirmou que a comissão tem indícios de que Hang usa contas no exterior para financiar "fake news".
No curto período em que não houve interrupções ou troca de farpas entre os membros da comissão, Hang disse não ser negacionista e afirmou que não atuou no grupo informal que teria aconselhado Bolsonaro à revelia do Ministério da Saúde. Hang repetiu por diversas vezes que os senadores foram induzidos ao erro e, a exemplo de senadores governistas na CPI, disse que o colegiado "têm muitas narrativas, não provas". O dono da Havan disse também nunca ter se posicionado contra as vacinas da covid-19, recorrendo ao argumento sem base científica (de que tem "índice de anticorpos altíssimo") para justificar porque não se vacinou.

#### Otávio Fakhoury
Em 30 de setembro, foi a vez de Otávio Fakhoury (vice presidente do instituto Força-Brasil e presidente do PTB em São Paulo) depor na CPI como testemunha. Ele admitiu que financiou e ajudou plataformas de disseminação de noticias fraudulentas e, admitiu que era o financiador do instituto Força-Brasil. Ele negou que tivesse relações com a Davati e sobre Helcio Bruno, presidente do instituto, disse que era "um amigo particular". Disse também que não tomou a vacina contra a Covid.
Senadores da CPI divulgaram vídeos produzidos por Fakhoury contendo desinformação sobre a eficácia do uso de máscaras. Ele respondeu, dizendo que se tratava apenas de uma "opinião". No vídeo, há também incentivos para o uso indiscriminado do ineficaz Kit Covid, para tratar a COVID-19.
Logo depois, o senador Fabiano Contarato foi a mesa principal e rebateu comentários homofóbicos nas redes sociais publicados por Fakhoury. Na comissão, o senador pediu para que a Polícia Legislativa o investigasse por homofobia.
Durante a sessão, ele aproveitou a vez de falar para mentir sobre as vacinas em uso pelo Programa Nacional de Imunização, dizendo que elas eram experimentais. A ANVISA o desmentiu em nota, dizendo: “As vacinas em uso no Brasil não são experimentais e todas tiveram seus dados de eficácia e segurança avaliados e aprovados pela Anvisa, garantindo o seu uso dentro das indicações aprovadas. Todas as vacinas em uso no Brasil tiveram condução de estudo de fase 3 de pesquisa clínica e já encerraram esta etapa. Nenhuma vacina em uso no país foi dispensada de apresentação de dados da fase 3 da pesquisa clínica. Outros estudos adicionais podem e são conduzidos para aspectos específicos como, por exemplo, ampliação de público”.

### Vigésima-primeira semana (de 5 a 7 de outubro)

#### Raimundo Nonato Brasil
Em 5 de outubro, foi a vez de Raimundo Nonato Brasil, (sócio da VTCLog) depor na CPI como testemunha. Disse na oitiva, que era hábito da companhia fazer diversos saques em espécie para custear despesas de executivos e negócios da empresa. Renan Calheiros questionou a declaração, argumentando que funcionários da empresa não recebiam renumeração por transferência bancária. Também afirmou o relator que tal prática já está em desuso e perguntara a Raimundo se esta façanha era de uma empresa com contrato milionário com o Ministério da Saúde. Nonato disse que era apenas uma "prática familiar", e que "iria se modernizar".

#### Paulo Rebello Filho
Em 6 de outubro, foi depor a CPI do Coronavírus Paulo Rebello Filho, diretor da Agência Nacional de Saúde Suplementar. Ele confirmou que a agência recebeu diversas queixas e reclamações sobre os serviços prestados pela Prevent Senior, principalmente, devido a repercussão que a comissão dara sobre o tema. Também confirmou que a agência fez diligências para que a prestadora de serviços se explicasse sobre as supostas irregularidades e confirmou na oitiva que a empresa é investigada pelo órgão. Sobre sua associação ao deputado federal Ricardo Barros, negou que ele tivesse influenciado sua indicação ao cargo e que ela foi feita pelo então ministro da Saúde Gilberto Occhi, que sucedeu Barros no Governo Michel Temer.

#### Walter Correa de Souza Netto e Tadeu Frederico Andrade
Em 7 de outubro depuseram à CPI da Covid o ex-funcionário da Prevent Senior Walter Correa de Souza Netto e o ex-paciente da prestadora de serviços Tadeu Frederico Andrade. Na comissão, Walter acusou a operadora de saúde de obrigar médicos a prescreverem o ineficaz Kit Covid para tratar pacientes desde março de 2020. Segundo o ex-funcionário, a empresa fazia uma "pressão velada" para a prescrição dos medicamentos, dizendo que tal medida era para manter seus postos de trabalho. Também confirmou que teve acesso ao prontuário de Anthony Wong e afirmou a comissão de que a certidão de óbito e o prontuário médico foram fraudados.
Já o ex-cliente da empresa relatou a comissão como foi o processo de atendimento, hospitalização e tratamento quando ele teve o Coronavirus. Tadeu realizou uma "teleconsulta" por meio do aplicativo da Prevent Senior que durou menos de 10 min e ao falar que tinha febre e dores no corpo, foi lhe enviado até sua casa por meio de um motoboy o Kit Covid, realizou o tratamento com os medicamentos que duraria cinco dias, perto do fim do tratamento, Tadeu sentiu uma piora foi levado ao hospital onde foi diagnosticado a COVID-19, agravado por uma pneumonia bacteriana grave. Segundo Tadeu, passado 30 dias de sua internação uma de suas filhas recebeu uma ligação de umas das doutoras do convênio informando que o ele começaria a receber os cuidados paliativos, ele iria para um leito hibrido e que nas palavras do depoente a doutora teria afirmado que "lá ele teria maior dignidade e conforto, e seu óbito ocorreria em poucos dias", nele seria ministrado uma bomba de morfina, todos os seus equipamentos de sobrevivência seriam desligados e caso ocorresse uma parada cardíaca teria uma recomendação para não haver reanimação. Sua filha não concordou mas mesmo assim foi inicializados os procedimentos além de mentirem no prontuário afirmando que parentes concordaram com a tal medida dos tratamentos paliativos, ele foi removido da UTI e suspenderam os medicamentos e procedimentos médicos sem nenhuma autorização de familiares ou responsáveis. Mais tarde no mesmo dia duas filhas e e uma irmã do paciente tiveram uma reunião com médicos do convenio e os médicos tentaram convencer a família a aderir ao tratamento utilizando o prontuário de outra pessoa como argumento. Os parentes desconfiaram dos serviços da operadora e contrataram um médico particular e ao ameaçarem contar para a mídia, voltaram atrás e o realocaram para a UTI.

### Vigésima-segunda semana (de 18 a 20 de outubro)

#### Audiência pública
Nesta oitiva, foram convidadas pessoas de diversas idades, cujos parentes morreram por complicações da COVID-19. Também foi convidado nesta sessão, Marco Antõnio do Nacimento Silva, presidente da ONG Rio da Paz. Uma das pessoas, convidadas, cobrou um "pedido de desculpas" do presidente Jair Bolsonaro e criticou as medidas adotadas pelo governo durante a pandemia. Uma convidada, havia dito que sua irmã havia morrido de COVID-19 em Manaus durante o mês de janeiro. Ela disse também que tentou comprar insumos, inclusive oxigênio para tentar salvar a irmã. Uma outra convidada, chamou as declarações feitas pelo presidente de "dolorosas". Marco Antônio, presidente da Rio da Paz disse na sessão, com "perplexidade e revolta", ao ver segundo ele, o presidente "apoiar manifestações antidemocráticas, fomentar aglomerações, xingar jornalistas, debochar das pessoas que ficaram com falta de ar, prescrever remédios ineficazes conta a doença", além de outras declarações. Durante a sessão, ele entregou a mesa principal da CPI, uma caixinha preta com lenços que a ONG usou para simbolizar as mais de 600 mil vidas perdidas para a doença. Também na sessão, uma jovem de 19 anos contou emocionada sobre a perda dos seus pais pela COVID-19, e um dos intérpretes de libras teve que ser substituído, pois chorou ao ouvir a declaração.

#### Elton da Silva Chaves
Em 19 de outubro, foi a vez de Elton da Silva Chaves depor na CPI como testemunha. Ele se mostrou surpreso sobre uma desinformação de que a Conitec retiraria um estudo contra a cloroquina da pauta de reunião do conselho. O representante do Conasems, disse que o estudo tinha que ser analisado com "todo apelo e necessidade" de harmonizar e detalhar todos os pontos elencados e atender pacientes infectados pela COVID.
Segundo o representante, novas reuniões do órgão foram agendadas para os dias 6 e 7 de outubro. No dia 6, segundo Elton, foi feito normalmente. Mas no dia 7 o encontro foi adiado. Elton disse que Marcelo Queiroga não compareceu ao local e ressaltou que Nelson Mussolini (representante do Conselho Nacional de Saude - CNS) na Conitec. Ele disse que uma nota foi divulgada antes da manifestação do dr. Carlos Carvalho pedir o fim do encontro. Senadores questionaram Elton se houve interferência política no Conasems, mas ele negou.

## Desfecho
No dia 20 de outubro de 2021, o relator da comissão Renan Calheiros entregou o seu relatório final, num texto com mais de mil páginas. A CPI da Covid recomendou o indiciamento um total de 65 pessoas e duas empresas, incluindo o presidente Bolsonaro e o ministro da saúde Eduardo Pazuello.
Com base nas conclusões da CPI e juntamente com os líderes da mesma, o jurista Miguel Reale Júnior protocolou pedido de impeachment do presidente Bolsonaro.

### Indiciados pelo relatório
| Indiciados                                    | cargo ocupado | Motivo                                                                                      | Artigo                                                   | Legislação                                                                   |
| --------------------------------------------- | --- | ------------------------------------------------------------------------------------------- | -------------------------------------------------------- | ---------------------------------------------------------------------------- |
| Jair Bolsonaro (PL-RJ)                        | Presidente da República | epidemia com resultado morte                                                                | art. 267, § 1º                                           | Código Penal                                                                 |
| Jair Bolsonaro (PL-RJ)                        | Presidente da República | infração de medida sanitária preventiva                                                     | art. 268                                                 | Código Penal                                                                 |
| Jair Bolsonaro (PL-RJ)                        | Presidente da República | charlatanismo                                                                               | art. 283                                                 | Código Penal                                                                 |
| Jair Bolsonaro (PL-RJ)                        | Presidente da República | incitação ao crime                                                                          | art. 286                                                 | Código Penal                                                                 |
| Jair Bolsonaro (PL-RJ)                        | Presidente da República | falsificação de documento particular                                                        | art. 298                                                 | Código Penal                                                                 |
| Jair Bolsonaro (PL-RJ)                        | Presidente da República | emprego irregular de verbas públicas                                                        | art. 315                                                 | Código Penal                                                                 |
| Jair Bolsonaro (PL-RJ)                        | Presidente da República | prevaricação                                                                                | art. 319                                                 | Código Penal                                                                 |
| Jair Bolsonaro (PL-RJ)                        | Presidente da República | crimes contra a humanidade, nas modalidades extermínio, perseguição e outros atos desumanos | art. 7º, parágrafo 1, b, h e k e parágrafo 2, b e g      | Tratado de Roma                                                              |
| Jair Bolsonaro (PL-RJ)                        | Presidente da República | violação de direito social                                                                  | art. 7º, item 9,                                         | crimes de responsabilidade previstos na Lei no 1.079, de 10 de abril de 1950 |
| Jair Bolsonaro (PL-RJ)                        | Presidente da República | incompatibilidade com dignidade, honra e decoro do cargo                                    | art. 9º, item 7                                          | crimes de responsabilidade previstos na Lei no 1.079, de 10 de abril de 1950 |
| Eduardo Pazuello                              | Ex-ministro da Saúde | epidemia com resultado morte                                                                | art. 267, § 1º                                           | Código Penal                                                                 |
| Eduardo Pazuello                              | Ex-ministro da Saúde | emprego irregular de verbas públicas                                                        | art. 315                                                 | Código Penal                                                                 |
| Eduardo Pazuello                              | Ex-ministro da Saúde | prevaricação                                                                                | art. 319                                                 | Código Penal                                                                 |
| Eduardo Pazuello                              | Ex-ministro da Saúde | comunicação falsa de crime                                                                  | art. 340                                                 | Código Penal                                                                 |
| Eduardo Pazuello                              | Ex-ministro da Saúde | crimes contra a humanidade, nas modalidades extermínio, perseguição e outros atos desumanos | rt. 7º, parágrafo 1, b, h e k e parágrafo 2, b e g       | Tratado de Roma                                                              |
| Marcelo Queiroga                              | Ministro da Saúde | epidemia com resultado morte                                                                | art. 267, § 1º                                           | Código Penal                                                                 |
| Marcelo Queiroga                              | Ministro da Saúde | prevaricação                                                                                | art. 319                                                 | Código Penal                                                                 |
| Onyx Lorenzoni (DEM-RS)                       | Ministro do Trablho e da Previdência e ex-ministro da Cidadania e da Secretaria Geral da Presidência da Repúblicae                           | incitação ao crime                                                                          | art. 286                                                 | Código Penal                                                                 |
| Onyx Lorenzoni (DEM-RS)                       | Ministro do Trablho e da Previdência e ex-ministro da Cidadania e da Secretaria Geral da Presidência da Repúblicae                           | crimes contra a humanidade, nas modalidades extermínio, perseguição e outros atos desumanos | art. 7º, parágrafo 1, b, h e k e parágrafo 2, b e g      | Tratado de Roma                                                              |
| Ernesto Araújo                                | Ex-ministro das Relações Exteriores | epidemia com resultado morte                                                                | art. 267, § 1º                                           | Código Penal                                                                 |
| Ernesto Araújo                                | Ex-ministro das Relações Exteriores | incitação ao crime                                                                          | art. 286                                                 | Código Penal                                                                 |
| Wagner Rosário                                | Ministro-chefe da Controladoria Geral da União                                                                                               | prevaricação                                                                                | art. 319                                                 | Código Penal                                                                 |
| Élcio Franco                                  | Ex-secretário-executivo do Ministério da Saúde                                                                                               | epidemia com resultado morte                                                                | art. 267, § 1º                                           | Código Penal                                                                 |
| Élcio Franco                                  | Ex-secretário-executivo do Ministério da Saúde                                                                                               | improbidade administrativa                                                                  | art. 10, VI e XII, e art. 11, I                          | Lei 8.429, de 2 de junho de 1992                                             |
| Mayra Pinheiro                                | Secretária de Gestão do Trabalho e da Educação na Saúde                                                                                      | epidemia com resultado morte                                                                | art. 267, § 1º                                           | Código Penal                                                                 |
| Mayra Pinheiro                                | Secretária de Gestão do Trabalho e da Educação na Saúde                                                                                      | prevaricação                                                                                | art. 319                                                 | Código Penal                                                                 |
| Mayra Pinheiro                                | Secretária de Gestão do Trabalho e da Educação na Saúde                                                                                      | crime contra a humanidade                                                                   | art. 7º, k                                               | Tratado de Roma                                                              |
| Roberto Ferreira Dias                         | Ex-diretor de logística do Ministério da Saúde                                                                                               | corrupção passiva                                                                           | art. 317                                                 | Código Penal                                                                 |
| Roberto Ferreira Dias                         | Ex-diretor de logística do Ministério da Saúde                                                                                               | formação de organização criminosa                                                           | art. 2º                                                  | Lei nº 12.850, de 2013                                                       |
| Roberto Ferreira Dias                         | Ex-diretor de logística do Ministério da Saúde                                                                                               | improbidade administrativa                                                                  | art. 10, XII e art. 11, I                                | Lei 8.429, de 2 de junho de 1992                                             |
| Cristiano AlbertCarvalho                      | Representante da Davati no Brasil | corrupção ativa                                                                             | art. 333                                                 | Código Penal                                                                 |
| Rafael Francisco Carmo Alves                  | Intermediador nas tratativas da Davati | corrupção ativa                                                                             | art. 333                                                 | Código Penal                                                                 |
| José OdilonTorres da Silveira Júnior          | Intermediador nas tratativas da Davati | corrupção ativa                                                                             | art. 333                                                 | Código Penal                                                                 |
| Marcelo Blanco                                | Ex-assessor do Departamento de Logística do Ministério da Saúde e intermediador nas tratativas da Davati                                     | corrupção ativa                                                                             | art. 333                                                 | Código Penal                                                                 |
| Emanuela Medrades                             | Diretora-Executiva e responsável técnica farmacêutica da empresa Precisa                                                                     | falsidade ideológica                                                                        | art. 299                                                 | Código Penal                                                                 |
| Emanuela Medrades                             | Diretora-Executiva e responsável técnica farmacêutica da empresa Precisa                                                                     | uso de documento falso                                                                      | art. 304                                                 | Código Penal                                                                 |
| Emanuela Medrades                             | Diretora-Executiva e responsável técnica farmacêutica da empresa Precisa                                                                     | fraude processual                                                                           | art. 347                                                 | Código Penal                                                                 |
| Emanuela Medrades                             | Diretora-Executiva e responsável técnica farmacêutica da empresa Precisa                                                                     | formação de organização criminosa                                                           | art. 2º                                                  | Lei nº 12.850, de 2013                                                       |
| Emanuela Medrades                             | Diretora-Executiva e responsável técnica farmacêutica da empresa Precisa                                                                     | improbidade administrativa                                                                  | art. 10, VI e XII, e art. 11, I combinados com art. 3º   | Lei 8.429, de 2 de junho de 1992                                             |
| Túlio Silveira                                | Consultor jurídico da empresa Precisa | falsidade ideológica                                                                        | art. 299                                                 | Código Penal                                                                 |
| Túlio Silveira                                | Consultor jurídico da empresa Precisa | uso de documento falso                                                                      | art. 304                                                 | Código Penal                                                                 |
| Túlio Silveira                                | Consultor jurídico da empresa Precisa | improbidade administrativa                                                                  | art. 10, VI e XII, e art. 11, I combinados com art. 3º   | Lei 8.429, de 2 de junho de 1992                                             |
| Airton Antonio Soligo                         | Ex-assessor especial do Ministério da Saúde                                                                                                  | usurpação de função pública                                                                 | - art. 328                                               | Código Penal                                                                 |
| Francisco Maximiano                           | Sócio da empresa Precisa | falsidade ideológica                                                                        | art. 299                                                 | Código Penal                                                                 |
| Francisco Maximiano                           | Sócio da empresa Precisa | uso de documento falso                                                                      | art. 304                                                 | Código Penal                                                                 |
| Francisco Maximiano                           | Sócio da empresa Precisa | fraude processual                                                                           | art. 347                                                 | Código Penal                                                                 |
| Francisco Maximiano                           | Sócio da empresa Precisa | fraude em contrato                                                                          | art. 337-L, inciso V                                     | Código Penal                                                                 |
| Francisco Maximiano                           | Sócio da empresa Precisa | formação de organização criminosa                                                           | art. 2º                                                  | Lei nº 12.850, de 2013                                                       |
| Francisco Maximiano                           | Sócio da empresa Precisa | improbidade administrativa                                                                  | art. 10, VI e XII, e art. 11, I combinados com art. 3º   | Lei 8.429, de 2 de junho de 1992                                             |
| Danilo Trento                                 | Sócio da empresa Primarcial Holding e Participações Ltda e diretor de relações institucionais da Precisa                                     | fraude em contrato                                                                          | art. 337L, inciso V                                      | Código Penal                                                                 |
| Danilo Trento                                 | Sócio da empresa Primarcial Holding e Participações Ltda e diretor de relações institucionais da Precisa                                     | formação de organização criminosa                                                           | art. 2º                                                  | Lei nº 12.850, de 2013                                                       |
| Danilo Trento                                 | Sócio da empresa Primarcial Holding e Participações Ltda e diretor de relações institucionais da Precisa                                     | improbidade administrativa                                                                  | art. 10, VI e XII, e art. 11, I combinados com art. 3º   | Lei 8.429, de 2 de junho de 1992                                             |
| Marcos Tolentino                              | Advogado e sócio oculto da empresa FIB Bank                                                                                                  | fraude em contrato                                                                          | art. 337-L, inciso V combinado com art. 29               | Código Penal                                                                 |
| Marcos Tolentino                              | Advogado e sócio oculto da empresa FIB Bank                                                                                                  | formação de organização criminosa                                                           | art. 2º                                                  | Lei nº 12.850, de 2013                                                       |
| Marcos Tolentino                              | Advogado e sócio oculto da empresa FIB Bank                                                                                                  | improbidade administrativa                                                                  | art. 10, VI e XII, e art. 11, I combinados com art. 3º   | Lei 8.429, de 2 de junho de 1992                                             |
| Ricardo Barros (PP-PR)                        | Deputado Federal e Líder do Governo na Câmara                                                                                                | incitação ao crime                                                                          | art. 286                                                 | Código Penal                                                                 |
| Ricardo Barros (PP-PR)                        | Deputado Federal e Líder do Governo na Câmara                                                                                                | advocacia administrativa                                                                    | art. 321                                                 | Código Penal                                                                 |
| Ricardo Barros (PP-PR)                        | Deputado Federal e Líder do Governo na Câmara                                                                                                | formação de organização criminosa                                                           | art. 2º                                                  | Lei nº 12.850, de 2013                                                       |
| Ricardo Barros (PP-PR)                        | Deputado Federal e Líder do Governo na Câmara                                                                                                | improbidade administrativa                                                                  | art. 10, XII                                             | Lei 8.429, de 2 de junho de 1992                                             |
| Flávio Bolsonaro (Patriota-RJ)                | Senador da República | incitação ao crime                                                                          | art. 286                                                 | Código Penal                                                                 |
| Eduardo Bolsonaro (PSL-SP)                    | Deputado Federal | incitação ao crime                                                                          | art. 286                                                 | Código Penal                                                                 |
| Bia Kicis (PSL-DF)                            | Deputada Federal | incitação ao crime                                                                          | art. 286                                                 | Código Penal                                                                 |
| Carla Zambelli (PSL-SP)                       | Deputada Federal | incitação ao crime                                                                          | art. 286                                                 | Código Penal                                                                 |
| Carlos Jordy (PSL-RJ)                         | Deputado Federal | incitação ao crime                                                                          | art. 286                                                 | Código Penal                                                                 |
| Carlos Bolsonaro (Republicanos-RJ)            | Vereador da cidade do Rio de Janeiro | incitação ao crime                                                                          | art. 286                                                 | Código Penal                                                                 |
| Osmar Terra (MDB-RS)                          | Deputado Federal | incitação ao crime                                                                          | art. 286                                                 | Código Penal                                                                 |
| Osmar Terra (MDB-RS)                          | Deputado Federal | epidemia com resultado morte                                                                | art. 267, § 1º                                           | Código Penal                                                                 |
| Fabio Wajngarten                              | Ex-chefe da Secretaria Especial de Comunicação Social do governo federal (Secom)                                                             | prevaricação                                                                                | art. 319                                                 | Código Penal                                                                 |
| Fabio Wajngarten                              | Ex-chefe da Secretaria Especial de Comunicação Social do governo federal (Secom)                                                             | advocacia administrativa                                                                    | art. 321                                                 | Código Penal                                                                 |
| Nise Yamaguchi                                | Médica participante do gabinete paralelo | epidemia com resultado morte                                                                | art. 267, § 1º                                           | Código Penal                                                                 |
| Arthur Weintraub                              | Ex-assessor da Presidência da República e participante do gabinete paralelo                                                                  | epidemia com resultado morte                                                                | art. 267, § 1º                                           | Código Penal                                                                 |
| Carlos Wizard                                 | Empresário e e participante do gabinete paralelo                                                                                             | epidemia com resultado morte                                                                | art. 267, § 1º                                           | Código Penal                                                                 |
| Carlos Wizard                                 | Empresário e e participante do gabinete paralelo                                                                                             | incitação ao crime                                                                          | art. 286                                                 | Código Penal                                                                 |
| Antônio Jordão de Oliveira Neto               | Biólogo e e participante do gabinete paralelo                                                                                                | epidemia com resultado morte                                                                | art. 267, § 1º                                           | Código Penal                                                                 |
| Paolo Marinho de Andrade Zanotto              | Biólogo e participante do gabinete paralelo                                                                                                  | epidemia com resultado morte                                                                | art. 267, § 1º                                           | Código Penal                                                                 |
| Luciano Dias Azevedo                          | Médico e e participante do gabinete paralelo                                                                                                 | epidemia com resultado morte                                                                | art. 267, § 1º                                           | Código Penal                                                                 |
| Mauro Luiz de Brito Ribeiro                   | Presidente do Conselho Federal de Medicina                                                                                                   | epidemia com resultado morte                                                                | art. 267, § 1º                                           | Código Penal                                                                 |
| Braga Netto                                   | Ministro da Defesa e ex-Ministro Chefe da Casa Civil                                                                                         | epidemia com resultado morte                                                                | art. 267, § 1º                                           | Código Penal                                                                 |
| Allan dos Santos                              | Blogueiro suspeito de disseminar fake news                                                                                                   | incitação ao crime                                                                          | art. 286                                                 | Código Penal                                                                 |
| Paulo de Oliveira Eneas                       | Editor do site bolsonarista Crítica Nacional suspeito de disseminar fake news                                                                | incitação ao crime                                                                          | art. 286                                                 | Código Penal                                                                 |
| Luciano Hang                                  | Empresário suspeito de disseminar fake news                                                                                                  | incitação ao crime                                                                          | art. 286                                                 | Código Penal                                                                 |
| Otávio Fakhoury (PTB-SP)                      | Empresário suspeito de disseminar fake news                                                                                                  | incitação ao crime                                                                          | art. 286                                                 | Código Penal                                                                 |
| Bernardo Kuster                               | Diretor do Jornal Brasil Sem medo, suspeito de disseminar fake news                                                                          | incitação ao crime                                                                          | art. 286                                                 | Código Penal                                                                 |
| Oswaldo Eustáquio                             | Blogueiro suspeito de disseminar fake news                                                                                                   | incitação ao crime                                                                          | art. 286                                                 | Código Penal                                                                 |
| Richards Pozzer                               | Artista gráfico suspeito de disseminar fake news                                                                                             | incitação ao crime                                                                          | art. 286                                                 | Código Penal                                                                 |
| Leandro Ruschel                               | Jornalista suspeito de disseminar fake news                                                                                                  | incitação ao crime                                                                          | art. 286                                                 | Código Penal                                                                 |
| Filipe G. Martins                             | Assessor Especial para Assuntos Internacionais do Presidente da República                                                                    | incitação ao crime                                                                          | art. 286                                                 | Código Penal                                                                 |
| Técio Arnaud Tomaz                            | Assessor especial da Presidência da República                                                                                                | incitação ao crime                                                                          | art. 286                                                 | Código Penal                                                                 |
| Roberto Goidanich                             | Ex-presidente da FUNAG | incitação ao crime                                                                          | art. 286                                                 | Código Penal                                                                 |
| Roberto Jefferson (PTB-RJ)                    | Político suspeito de disseminar fake News | incitação ao crime                                                                          | art. 286                                                 | Código Penal                                                                 |
| Hélcio Bruno de Almeida                       | Presidente do Instituto Força Brasil | incitação ao crime                                                                          | art. 286                                                 | Código Penal                                                                 |
| Raimundo Nonato Brasil                        | Sócio da empresa VTCLog | corrupção ativa                                                                             | art. 333                                                 | Código Penal                                                                 |
| Raimundo Nonato Brasil                        | Sócio da empresa VTCLog | improbidade administrativa                                                                  | art. 11, I combinado com art. 3º                         | Lei 8.429, de 2 de junho de 1992                                             |
| Andreia da Silva Lima                         | Diretora-executiva da empresa VTCLog | corrupção ativa                                                                             | art. 333                                                 | Código Penal                                                                 |
| Andreia da Silva Lima                         | Diretora-executiva da empresa VTCLog | improbidade administrativa                                                                  | art. 11, I combinado com art. 3º                         | Lei 8.429, de 2 de junho de 1992                                             |
| Carlos Alberto de Sá                          | Sócio da empresa VTCLog | corrupção ativa                                                                             | art. 333                                                 | Código Penal                                                                 |
| Carlos Alberto de Sá                          | Sócio da empresa VTCLog | improbidade administrativa                                                                  | art. 11, I combinado com art. 3º                         | Lei 8.429, de 2 de junho de 1992                                             |
| Teresa Cristina Reis de Sá                    | Sócio da empresa VTCLog | corrupção ativa                                                                             | art. 333                                                 | Código Penal                                                                 |
| Teresa Cristina Reis de Sá                    | Sócio da empresa VTCLog | improbidade administrativa                                                                  | art. 11, I combinado com art. 3º                         | Lei 8.429, de 2 de junho de 1992                                             |
| José Ricardo Santana                          | Ex-secretário da Anvisa | formação de organização criminosa                                                           | art. 2º                                                  | Lei nº 12.850, de 2013                                                       |
| Marconny Faria                                | Lobista | formação de organização criminosa                                                           | art. 2º                                                  | Lei nº 12.850, de 2013                                                       |
| Daniella de Aguiar Moreira da Silva           | Médica da Prevent Senior | homicídio simples por omissão                                                               | art. 121 combinado com os arts. 13, § 2º, alínea b, e 14 | Código Penal                                                                 |
| Pedro Benedito Batista Júnior                 | Diretor-executivo da Prevent Senior | perigo para a vida ou saúde de outrem                                                       | art. 132                                                 | Código Penal                                                                 |
| Pedro Benedito Batista Júnior                 | Diretor-executivo da Prevent Senior | omissão de notificação de doença                                                            | art. 269                                                 | Código Penal                                                                 |
| Pedro Benedito Batista Júnior                 | Diretor-executivo da Prevent Senior | falsidade ideológica                                                                        | art. 299                                                 | Código Penal                                                                 |
| Pedro Benedito Batista Júnior                 | Diretor-executivo da Prevent Senior | crime contra a humanidade                                                                   | art. 7º, k                                               | Tratado de Roma                                                              |
| Paola Werneck                                 | Médica da Prevent Senior | perigo para a vida ou saúde de outrem                                                       | art. 132                                                 | Código Penal                                                                 |
| Carla Guerra                                  | Médica da Prevent Senior | crime contra a humanidade                                                                   | art. 7º, k                                               | Tratado de Roma                                                              |
| Rodrigo Esper                                 | Médico da Prevent Senior | perigo para a vida ou saúde de outrem                                                       | art. 132                                                 | Código Penal                                                                 |
| Rodrigo Esper                                 | Médico da Prevent Senior | crime contra a humanidade                                                                   | art. 7º, k                                               | Tratado de Roma                                                              |
| Fernando Oikawa                               | Médico da Prevent Senior | perigo para a vida ou saúde de outrem                                                       | art. 132                                                 | Código Penal                                                                 |
| Fernando Oikawa                               | Médico da Prevent Senior | crime contra a humanidade                                                                   | art. 7º, k                                               | Tratado de Roma                                                              |
| Daniel Garrido Baena                          | Médico da Prevent Senior | falsidade ideológica                                                                        | art. 299                                                 | Código Penal                                                                 |
| João Paulo F. Barros                          | Médico da Prevent Senior | falsidade ideológica                                                                        | art. 299                                                 | Código Penal                                                                 |
| Fernanda de Oliveira Igarashi                 | Médica da Prevent Senior | falsidade ideológica                                                                        | art. 299                                                 | Código Penal                                                                 |
| Fernando Parrillo                             | Dono da Prevent Senior | perigo para a vida ou saúde de outrem                                                       | art. 132                                                 | Código Penal                                                                 |
| Fernando Parrillo                             | Dono da Prevent Senior | omissão de notificação de doença                                                            | art. 269                                                 | Código Penal                                                                 |
| Fernando Parrillo                             | Dono da Prevent Senior | falsidade ideológica                                                                        | rt.2 99                                                  | Código Penal                                                                 |
| Fernando Parrillo                             | Dono da Prevent Senior | crime contra a humanidade                                                                   | art. 7º, k                                               | Tratado de Roma                                                              |
| Eduardo Parrillo                              | Dono da Prevent Senior | perigo para a vida ou saúde de outrem                                                       | art. 132                                                 | Código Penal                                                                 |
| Eduardo Parrillo                              | Dono da Prevent Senior | omissão de notificação de doença                                                            | art. 269                                                 | Código Penal                                                                 |
| Eduardo Parrillo                              | Dono da Prevent Senior | falsidade ideológica                                                                        | rt.2 99                                                  | Código Penal                                                                 |
| Eduardo Parrillo                              | Dono da Prevent Senior | crime contra a humanidade                                                                   | art. 7º, k                                               | Tratado de Roma                                                              |
| Flávio Adsuara Cadegiani                      | Médico que fez estudo com proxalutamida | crime contra a humanidade                                                                   | art. 7º, k                                               | Tratado de Roma                                                              |
| Wilson Lima (PSC-AM)                          | Governador do Estado do Amazonas | epidemia com resultado morte                                                                | art. 267, § 1º                                           | Código Penal                                                                 |
| Wilson Lima (PSC-AM)                          | Governador do Estado do Amazonas | prevaricação                                                                                | art. 319                                                 | Código Penal                                                                 |
| Wilson Lima (PSC-AM)                          | Governador do Estado do Amazonas | crimes de responsabilidade                                                                  | art. 7º item 9; art. 9º item 1, 3, e 7; c/c 74           | Lei no 1.079, de 1950                                                        |
| Marcellus José Barroso Campêlo                | Ex-secretário Estadual de Saúde do Estado do Amazonas                                                                                        | prevaricação                                                                                | art. 319                                                 | Código Penal                                                                 |
| Heitor Freire de Abreu                        | ex-subchefe de Articulação e Monitoramento da Casa Civil e ex-coordenador Centro de Coordenação das Operações do Comitê de Crise da Covid-19 | epidemia com resultado morte                                                                | art. 267, § 1º                                           | Código Penal                                                                 |
| Marcelo Bento Pires                           | Assessor do Ministério da Saúde | advocacia administrativa                                                                    | art. 321                                                 | Código Penal                                                                 |
| Alex Lial Marinho                             | ex-Coordenador de logística do Ministério Da Saúde                                                                                           | advocacia administrativa                                                                    | art. 321                                                 | Código Penal                                                                 |
| Thiago Fernandes da Costa                     | Ex-Coordenador de logística do Ministério Da Saúde                                                                                           | advocacia administrativa                                                                    | art. 321                                                 | Código Penal                                                                 |
| Regina Célia Oliveira                         | Fiscal de Contrato no Ministério Da Saúde | advocacia administrativa                                                                    | art. 321                                                 | Código Penal                                                                 |
| Hélio Angotti Netto                           | Fiscal de Contrato no Ministério Da Saúde | epidemia com resultado morte                                                                | art. 267, § 1º                                           | Código Penal                                                                 |
| Hélio Angotti Netto                           | Fiscal de Contrato no Ministério Da Saúde | incitação ao crime                                                                          | art. 286                                                 | Código Penal                                                                 |
| José Alves Filho                              | Dono do grupo José Alves, do qual faz parte a Vitamedic                                                                                      | epidemia com resultado morte                                                                | art. 267, § 1º combinado com art. 29                     | Código Penal                                                                 |
| Amilton Gomes de Paula                        | Vulgo Reverendo Amilton, representante da Senah                                                                                              | tráfico de influência                                                                       | art. 332                                                 | Código Penal                                                                 |
| Precisa Comercialização de Medicamentos LTDA. | Convenio de saúde | ato lesivo à administração pública                                                          | art. 5º, IV, d                                           | Lei 12.846, de 1º de agosto de 2013                                          |
| VTC Operadora Logística LTDA                  | Empresa de transporte e logistica | ato lesivo à administração pública                                                          | art. 5º, IV, d                                           | Lei 12.846, de 1º de agosto de 2013                                          |